# Animal de companyia

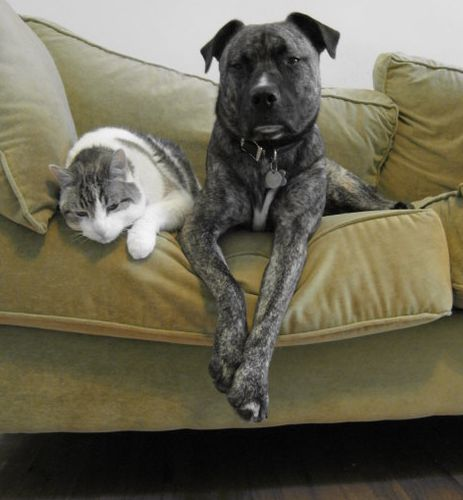
Un gat tabby i un gos mestís tipus Mastí.

Un animal de companyia és un animal domèstic que es cria, reprodueix i conviu amb persones i no pertany a la fauna salvatge, alhora que viu a la llar amb finalitat d’obtenir companyia i altres beneficis per les persones. Les mascotes no s'utilitzen com un animal de treball, de granja o per experimentació. Sovint es considera que les mascotes tenen aspectes atractius, intel·ligència i personalitats properes, però algunes poden ser acollides de manera altruista, com ara animals perduts en refugis, i acceptats pel propietari amb el compormís de la seva cura i atenció permanent, és a dir una tinença responsable.
Els animals de companyia més populars són els gossos i els gats. El terme tècnic per a un amant de gats és un ailuròfil i un amant de gossos un cinòfil. Altres animals que es consideren habitualment dins aquesta categoria són: conills; fures; porcs; rosegadors, com jerbus, hàmsters, xinxilles, rates, ratolins i conillets d'índies; ocells, com ara lloros, passeriformes i ànecs; rèptils, com les tortugues, caimans, cocodrils, sargantanes i serps; aquàtiques, com peixos, cargols d'aigua dolça i cargols de mar, amfibis com les granotes i les salamandres; i artròpodes, com ara taràntules i crancs ermitans.

Les mascotes proporcionen als seus propietaris avantatges tant físics com emocionals. Passejar amb un gos pot proporcionar tant a l’ésser humà com al gos exercici, aire fresc i interacció social. Les mascotes també poden proporcionar acompanyament a persones que viuen soles o en adults d'edat avançada que tenen poques relacions. També ajuden a generar actituds de responsabilitat, recolzament emocional i per compartir activitats d'oci en els infants i joves. Hi ha una classe d'animals que poden ser utilitzats com a teràpia aprovada mèdicament i que es una disciplina reconeguda com a zooteràpia. Son principalment gossos o gats, que es porten a visitar persones confinades, com ara nens a hospitals o ancians a residències geriàtriques. També en centres penitenciaris. La teràpia amb mascotes utilitza animals i ensinistradors per aconseguir objectius físics, socials, cognitius o emocionals específics amb cada pacient.

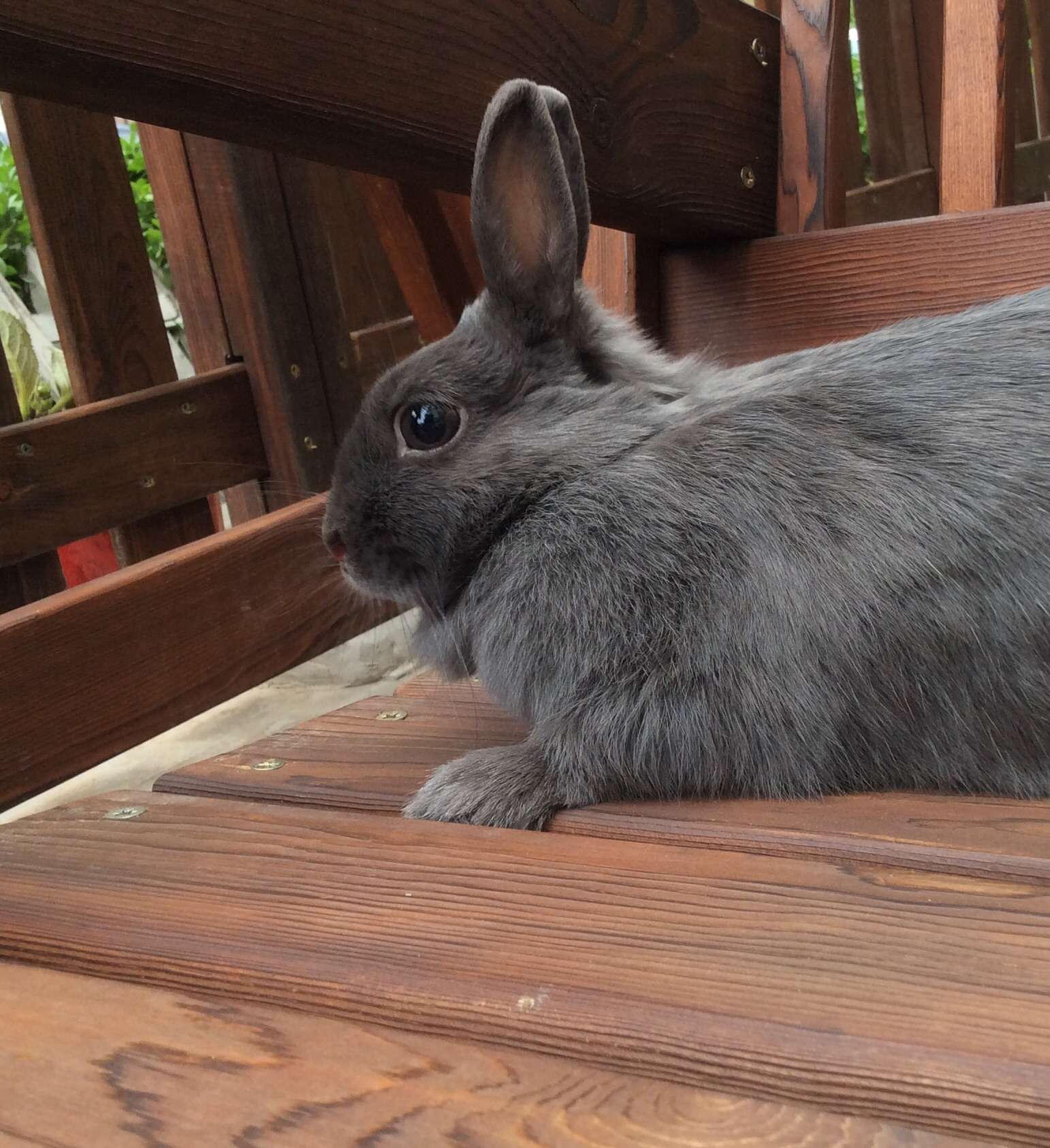
Un conill nan de color dels PaÏsos Baixos en gronxador

Les persones solen comprar mascotes per fer-se companyia, per protegir una casa o una propietat, o per la bellesa o l’atractiu que desprenen els animals. Un estudi canadenc del 1994 va trobar que les raons més freqüents per no tenir una mascota eren la manca de capacitat per cuidar-la quan viatjava (34,6%), la manca de temps (28,6%) i la manca d’habitatge adequat (28,3%), amb antipatia davant les mascotes com el motiu menys comú (19,6%). Alguns invesitgadors, moralistes i organitzacions de defensa dels drets dels animals han expressat preocupacions sobre la tinença d’animals de companyia a causa de la manca d’autonomia i l’objectivació d’animals no humans.

## Concepte
La Llei 8/2003, de 24 d'abril, de Sanitat Animal defineix un animal de companyia com aquell "animal que tingui l'ésser humà en el seu poder, sempre que la seva tinença no tingui com a destí el seu consum o l'aprofitament de les seves produccions, o no es dugui a terme, en general, amb finaliats comercials o lucratives" (gossos, gats, terris, ocells i bestiar no explotat), tot i que també hi ha versions més restringides que els defineixen com "aquells animals de companyia pertanyents a espècies que crii i poosseeixi tradicionalment i habitualment l'home, amb la finalitat de viure-hi en domesticitat a la llar, així com els d'acompanyament, conducció i ajuda de persones cegues o amb deficiència visual greu o severa" (gossos, gats, conills i fures).
Segons el Código de Protección y Bienestar Animal (28/07/2021) que regula la normativa dels animals de companyia, granja i experimentació a nivell de l'estat espanyol, els animals de companyia serà "tot aquell que sigui tingut o estigui destinat a ser tingut per l'home, en particular en la seva pròpia vivenda perquè li serveixi d'esbarjo i li faci companyia."
A nivell de la Unió Europea, al Reglament 1609/2009 sobre les normes sanitàries aplicables als subrproductes animals i derivats no destinats al consum humà, defineix l'animal de companyia de forma mes senzilla com l'"animal criat per a fins diferents de la ramaderia, tals com l'acompanyament".

## Popularitat de les mascotes

### Xina
A la Xina, la despesa en animals domèstics ha passat d’uns 3.122 milions de dòlars estimats el 2010 a 25.000 milions de dòlars el 2018. Els xinesos posseeixen 51 milions de gossos i 41 milions de gats, i els propietaris d’animals de companyia sovint prefereixen obtenir aliments per a mascotes a nivell internacional. Hi ha un total de 755 milions d’animals de companyia, que van passar dels 389 milions del 2013.

### Itàlia
Segons una enquesta promoguda per les associacions de famílies italianes el 2009, s'estima que hi ha aproximadament 45 milions d'animals a Itàlia. Això inclou 7 milions de gossos, 7,5 milions de gats, 16 milions de peixos, 12 milions d’ocells i 10 milions de serps.

### Regne Unit
Una enquesta duta a terme el 2007 per la Universitat de Bristol va revelar que el 26% de les llars del Regne Unit posseïen gats i el 31% posseïen gossos, estimant la població domèstica total d'aproximadament 10,3 milions de gats i 10,5 milions de gossos el 2006. L'enquesta també va trobar que el 47,2% de les llars amb un gat tenien almenys una persona educada amb estudis de grau, en comparació amb el 38,4% de les llars amb gossos.

### Estats Units
El seixanta-vuit per cent de les llars nord-americanes, o aproximadament 85 milions de famílies, posseeixen una mascota, segons el National Pet Owners Survey del 2017-2018 realitzada per l’American Pet Products Association (APPA). Això supera el 56% de les llars nord-americanes el 1988, el primer any que es va realitzar l'enquesta. Hi ha aproximadament 86,4 milions de gats per a mascotes i aproximadament 78,2 milions de gossos per a mascotes als Estats Units, i una enquesta dels Estats Units del 2007-2008 va mostrar que les llars propietàries de gossos eren superiors a les que posseïen gats, però que el nombre total de mascotes els gats era superior a la dels gossos. El mateix va passar el 2011. El 2013, les mascotes van superar els nens de quatre a un als Estats Units.
| Animal de companyia | Població mundial | Població en USA (milions) | Llars habitades en USA (milions) | Mitjana per llar habitada als USA |
| ------------------- | ---------------- | ------------------------- | -------------------------------- | --------------------------------- |
| Gat                 | 202              | 93.6                      | 38.2                             | 2.45                              |
| Gos                 | 171              | 77.5                      | 45.6                             | 1.70                              |
| Peixos              | N/A              | 171.7                     | 13.3                             | 12.86                             |
| Petits mamífers     | N/A              | 15.9                      | 5.3                              | 3.00                              |
| Ocells              | N/A              | 15.0                      | 6.0                              | 2.50                              |
| Rèptils i amfibis   | N/A              | 13.6                      | 4.7                              | 2.89                              |
| Èquids              | N/A              | 13.3                      | 3.9                              | 3.41                              |

## Efectes sobre la salut de les mascotes
Tenir animals com a mascotes pot perjudicar la seva salut si no es compleixen alguns requisits. Un tema important és l’alimentació inadequada, que pot produir efectes clínics. El consum de xocolata o raïm per part dels gossos, per exemple, pot resultar molt perjudicial.
Algunes espècies de plantes d’interior també poden resultar tòxiques si les consumeixen les mascotes. Alguns exemples són els filodendrons i els lliris de Pasqua (que poden causar greus danys renals als gats), així com les ponsèties, la begònia i l’ àloe vera (que són lleugerament tòxics per als gossos).
Els animals de les llars, especialment els gossos i els gats de les societats industrialitzades, també són molt susceptibles a l'obesitat. S'ha demostrat que les mascotes amb sobrepès presenten un major risc de desenvolupar diabetis, problemes hepàtics, dolor articular, insuficiència renal i càncer. Es considera que la manca d'exercici físic i les dietes hipocalòriques són els principals factors que condueixen a l’obesitat de les mascotes. Segons una enquesta de l'Associació per la Prevenció de l'Obesitat en Mascotes (APOP) el 60% dels gats i el 56% dels gossos patien obesitat als Estats Units. El risc de patir malalties cardiovasculars en mascotes per sobrepès és molt elevat, igualment que en humans.

## Efectes de les mascotes sobre la salut del seu cuidador

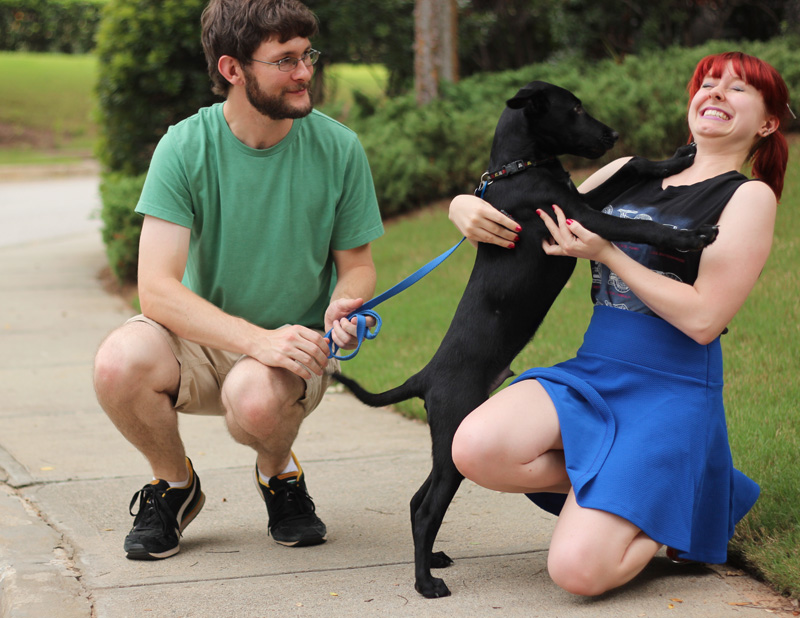
Una parella amb el seu gos mascota

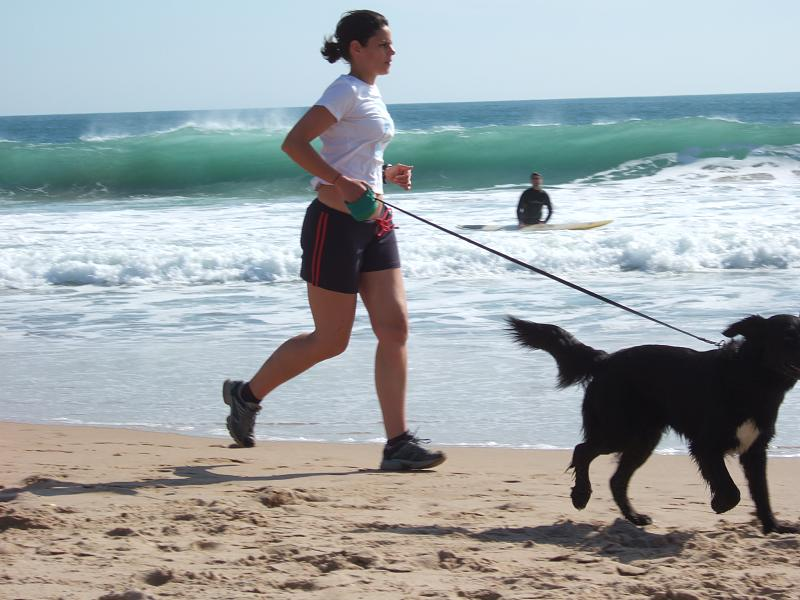
Dona trotant amb un gos a la platja de Carcavelos, Portugal

### Beneficis per a la salut
L''opinió pública i la ciència estan d'acord que les mascotes aporten beneficis per a la salut física i mental als seus propietaris; L'any 1984 el naturalista Edward O Wilson va establir el terme biofilia per determinar el vincle que els éssers humans tenen per tot ésser viu i la natura en general. Un informe de 1987 de NIH argumentava amb cautela que les dades existents eren "alentadores" d'un benefici significatiu.
El contacte amb un animal i la creació del vincle afectiu genera l'allibermanet de l'hormonoa oxitocina, relacionada amb el plaer. També es redueix els nivells d'estrès i les endorfines capaces de generar un major benestar en les persones. JS Odendaaltambé exposava altres beneficis com la reducció del ritme cardíac i la pressió arterial
Altres estudis demostren com el contacte continuat amb els animals de companyia afavoreix la realització de mes activitat física i la consecució d'un sistema immunitari mes potents.
En general, a banda dels beneficis que suposa el simple contacte, la cura i l'educació de l'animal, l'afinitat innata dels humans i els animals es pot utilitzar amb finalitats terapèutiques. Persones amb dificultats de comunicació, motivació, d'atenció i de concentració, amb baixa autoestima, incrementar el sentit de la responsabilitat o que presenten altres problemes de comportament, incloses les malalties mentals.

### Animals i població infantil
Un estudi contrari promogut per la RAND al 2017, va trobar que almenys en el cas dels nens, tenir una mascota per si no millorava la salut física o mental d'una població estadísticament significativa; en canvi, l'estudi va trobar que els nens que ja eren propensos a estar sans tenien més probabilitats d’aconseguir mascotes. Malauradament, dur a terme assaigs aleatoris a llarg termini per resoldre el problema seria costós o factible.
El rendiment en els estudis tambe pot millorar tenint una mascota al costat que permeti als nens i joves alliberar els factos d'estrès i pressió davant els deures.
Els adolescents que estan en règim de tutelatge en institucions públiques també poden millorar actituds positives davant la societat, la comunicació, expressió de sentiments, capacitat d'autocontrol i tolerància, i seu estat emocional en general.

### Animals i gent gran
Les mascotes poden tenir la capacitat d’estimular els seus cuidadors, en particular les persones grans, donant a les persones que cuiden algú a qui tenir cura, fer exercici, i que els ajudi a millorar un passat condicionat per problemes físics o psicològics. La companyia d’animals també pot ajudar les persones a preservar nivells acceptables de felicitat malgrat la presència de símptomes de l'estat d’ànim com l'ansietat o la depressió. Tenir una mascota també pot ajudar a les persones a assolir objectius de salut, com la reducció de la pressió arterial, o objectius neurològics, com la disminució de l'estrès. Hi ha proves que tenir una mascota pot ajudar a una persona a portar una vida més llarga i sana. En un estudi de 1986 a 92 persones hospitalitzades per malalties coronàries, en un any, 11 dels 29 pacients sense mascotes havien mort, en comparació amb només 3 dels 52 pacients que tenien mascotes. Es va demostrar que tenir mascotes redueix significativament els triglicèrids i, per tant, el risc de patir malalties cardíaques en la gent gran. Un estudi de l’ National Institute of Health va trobar que les persones que posseïen gossos eren menys propenses a morir a conseqüència d’un atac de cor que les que no en tenien. Hi ha algunes evidències que les mascotes poden tenir un efecte terapèutic en casos de demència. Altres estudis han demostrat que per a la gent gran, una bona salut pot ser un requisit per tenir una mascota i no un resultat. Els gossos entrenats per ser gossos pigall poden ajudar les persones amb discapacitat visual. Els gossos ensinistrats en el camp de la teràpia assistida amb animals (TAA) també poden beneficiar persones amb altres discapacitats.

### Animals en institucions de llarga durada
Les persones que resideixen en un centre d’atenció de llarga durada, com ara hospicis o residències geriàtriques, poden experimentar beneficis per a la salut a través de les mascotes. Els animals els ajuden a fer front als problemes emocionals relacionats amb la seva malaltia. També ofereixen contacte físic amb una altra criatura viva, cosa que sovint falta a la vida d’una persona d'edat avançada. Les mascotes per a residències d’ancians es trien en funció de la mida de la mascota, de la quantitat de cures que necessita la raça, i de la població i la mida de la institució d'acollida. Les mascotes pertinents passen per un procés de detecció i, si es tracta d’un gos, tenen programes addicionals d’ensinistrament per convertir-se en un gos de teràpia. Hi ha tres tipus de gossos de teràpia: gossos de teràpia dins les instal·lacions, gossos de teràpia assistida, i gossos de visita terapèutica. Els gossos de teràpia més comuns són els de visita terapèutica. Aquests gossos són mascotes domèstiques amb els quals els seus ensinistradors porten a visitar hospitals, residències per a gent gran, centres de detenció i centres de rehabilitació. Les diferents mascotes requereixen una atenció i una cura diferents; per exemple, els gats poden tenir requisits de manteniment menors que els gossos.

### Animals i col·lectius marginals
Les mascotes també poden incidir en millorar actituds de persones que han estat marginades i afavorir la reintegració a la seva comunitat. Hi ha algunes proves que demostren que les mascotes poden facilitar la interacció social en les persones sense llar. Estudis sobre la propietat d'animals de companyia entre les persones sense sostre van trobar que molts modifiquen les seves activitats vitals per por de perdre les seves mascotes. La propietat d’animals de companyia els incita a actuar amb responsabilitat, milloren la seva socialització, i molts decideixen deliberadament no beure ni consumir drogues i evitar el contacte amb els consumidors de substàncies o amb persones implicades en qualsevol activitat criminal per por de ser separats de la seva mascota. A més, molts es neguen a allotjar-se als refugis si la seva mascota no es queda amb ells.

### Riscos per a la salut
Els riscos per a la salut associats a les mascotes inclouen:
- L’agreujament de les al·lèrgies i l’ asma causades per la escates i pelatge o plomes
- Lesions per caigudes. L'ensopegada amb les mascotes, especialment els gossos, provoca més de 86.000 caigudes prou greus com per provocar una atenció d'emergències cada any als Estats Units.[81] Entre les persones grans i les persones amb discapacitat, aquestes caigudes han provocat lesions potencialment mortals i trencaments d'ossos.
- Lesions, atacs i, a vegades, la mort causada per mossegades i atacs de mascotes
- Malalties o paràsits per problemes d'higiene animal, falta de tractament adequat i comportament indisciplinat (femta i orina)
- Estrès causat pel comportament dels animals
- Ansietat per qui cuidarà l’animal en cas que el propietari ja no pugui fer-ho

## Legislació

European Convention for the Protection of Pet Animals (adoptat pel Consell d'Europa el 13 Novembre de 1987 a Estrasburg, i efectiu des de l'1 de maig de 1992) Verd clar: signat i ratificat; Verd fosc: accedit o amb èxit; Groc: només signat; Vermell: No signat per països pertanyents al Consell d'Europa: Gris: No signat per països no pertanyents al Consell d'Europa

### Tractats
El Conveni europeu per a la protecció dels animals de companyia és un tractat del 1987 del Consell d’Europa, L’adhesió al tractat està oberta a tots els estats del món per promoure el benestar dels animals de companyia i garantir uns estàndards mínims per al seu tractament i protecció. Va entrar en vigor l’1 de maig de 1992 i, a juny de 2020, ha estat ratificat per 24 estats.

### Lleis nacionals i locals
La tinença d’animals com a mascotes pot causar preocupacions pel que fa als drets i benestar dels animals.

#### Propietat o tutela
Normalment, les mascotes s'han considerat propietat privada o possessió de persones individuals. No obstant això, hi ha hagut moltes iniciatives sobre proteccionisme animal, tant en l'actualitat com al llarg de la història amb la intenció de salvaguardar el benestar dels animals de companyia i d'altres animals. Des de l'any 2000, un nombre petit però creixent de jurisdiccions a Amèrica del Nord han promulgat lleis que redefineixen els propietaris de mascotes com a tutors. Les intencions s'han caracteritzat per un canvi d’actituds i percepcions (però no de conseqüències legals) per treballar cap a la personalitat jurídica de les mateixes mascotes. Alguns veterinaris i criadors s'han oposat a aquests moviments. La qüestió de l'estatus legal de les mascotes pot sorgir en relació amb l'adquisició o l'adopció d'animals de companyia, la custòdia, el separació, la patrimoni i l'herència, lesions, danys patrimonials i mala praxi veterinària.

#### Limitacions a les espècies
Els estats, ciutats i pobles dels països occidentals solen promulgar ordenances locals per limitar el nombre o el tipus d’animals de companyia que una persona pot mantenir personalment o amb finalitats comercials. Es poden implementar prohibicions o limitacions pel que fa adeterminades races (com pitbulls o rottweilers), poden aplicar-se a categories generals dels animals (com ara bestiar, animals exòtics, animals salvatges, i cànids o fèlids híbrids), o poden simplement estar basades en la mida de l'animal. També es poden aplicar normes i regulacions de manteniment addicionals en relació al comportament de cada espècie. Les associacions de condomini de propietaris de lloguer també solen limitar o prohibir el manteniment d’animals de companyia pels llogaters.
A Bèlgica i els Països Baixos, el govern publica llistes blanques i llistes negres (anomenades "llistes positives" i "negatives") amb espècies animals designades com a adequades per a ser mantingudes com a mascotes (positives) o (negatives). El Ministeri holandès d'Afers Econòmics i Política Climàtica va establir originalment la seva primera llista positiva (positieflijst) l'1 de febrer de 2015 per a un conjunt de 100 mamífers (inclosos gats, gossos i animals de producció) que es consideraven adequats com a mascotes segons les recomanacions de la Universitat de Wageningen a Wageningen. Els debats parlamentaris sobre aquesta llista d’animals de companyia es remunten als anys vuitanta, amb desacords continus sobre quines espècies s'han d’incloure i com s'hauria d’aplicar la llei. El gener de 2017, la llista blanca es va ampliar a 123 espècies, mentre que la llista negra que s'havia creat es va ampliar (amb animals com l’ ós bru i dues grans espècies de cangur) per incorporar 153 espècies no aptes per conviure-hi, com ara l’ armadillo, el peressos, la llebre comuna i el senglar.

#### Matar i menjar mascotes
El gener de 2011, l'Agència Federal Belga per a la Seguretat de la Cadena Alimentària va declarar que no es pot matar gats a l'atzar passejant pel seu jardí, però "en cap lloc de la llei diu que no es poden menjar gats", gossos, conills, peixos i altres. Només cal matar-los d’una manera amigable per als animals ”. Des de l’1 de juliol de 2014, als Països Baixos és il·legal que els propietaris matin els seus propis gats i gossos guardats com a mascotes. Periquitos, conillets d’Índies, hàmsters i altres animals poden ser assassinats pels seus propietaris, però, tot i que quan els propietaris maltractin els animals de companyia encara poden ser processats segons la legislació holandesa.

## Impacte ambiental
Les mascotes tenen un impacte ambiental considerable, especialment als països on són comunes o tenen densitats elevades. Per exemple, els 163 milions de gossos i gats que es mantenen als Estats Units consumeixen aproximadament el 20% de la quantitat de la dieta energètica que promouen els humans i s'estima que un 33% de l'energia derivada dels animals. Produeixen aproximadament un 30% ± 13%, en massa, tanta com la de la femta dels nord-americans i, a través de la seva dieta, constitueixen aproximadament un 25-30% dels impactes ambientals de la producció de carn en termes d’ús de terra, aigua, combustibles fòssils, fosfats, i biocides. El consum de productes per a gossos i gats és responsable de l'alliberament de fins a 64 ± 16 milions de tones de CO2-equivalent metà i òxid nitrós, dos potents gasos d'efecte hivernacle. Els nord-americans són els propietaris de mascotes més grans del món, i la propietat d’animals de companyia als EUA té uns costos ambientals considerables.

## Tipus
Tot i que moltes persones han mantingut diverses espècies d'animals en captivitat al llarg de la història de la humanitat, només unes poques s'han mantingut el temps suficient per ser considerades domesticades. Altres tipus d’animals, sobretot els micos, no s'han domesticat mai, però encara es venen i es mantenen com a mascotes. També hi ha objectes inanimats que s'han conservat com a "mascotes", sigui en forma de joc o amb humor (per exemple, Pet Rock o Chia Pet). Alguns animals salvatges es mantenen com a mascotes, com ara els tigres, tot i que es considera il·legal. Hi ha un mercat per a mascotes il·legals.

### Domesticats
Els animals domesticats són els més comuns. Un animal domesticat és una espècie que s'ha adaptat per a un entorn humà (citacio) en mantenir-se constantment en captivitat i criar-se selectivament durant un període prou llarg que presenta diferències marcades de comportament i aparença respecte als seus parents salvatges. La domesticació contrasta amb la tolerància a la presència humana, que és simplement quan un animal salvatge no domesticat s'ha tornat tolerant a la presència humana i potser fins i tot en gaudeix.

#### Mamífers
Alpacas; Camells; Gats; Ramat; Gossos; Rucs; Furons; Cabres; Eriçons; Cavalls; Llames; Micos; Porcs; Conills; Guineus vermelles; Els rosegadors com a mascotes, incloses les rates, els ratolins, els hàmsters, els conillets d’Índies, els gerbis i les xinxilles; Ovelles; Petaures de sucre

#### Ocells
Els Lloros de companyia, com el periquito i la cacatua; Aus, com gallines; galls dindi; ànecs; oques; guatlles; Columbids; Passeriformes com fringil·lids i canaris.

#### Peixos
Peix daurat; Koi; Peixos combatents siamesos (Betta); Barb; Guppy; Molly; Medaka; Gambusies; Ciclids

#### Artròpodes
Abelles, com les abelles de la mel i les meliponins; Cucs de seda; Formigues

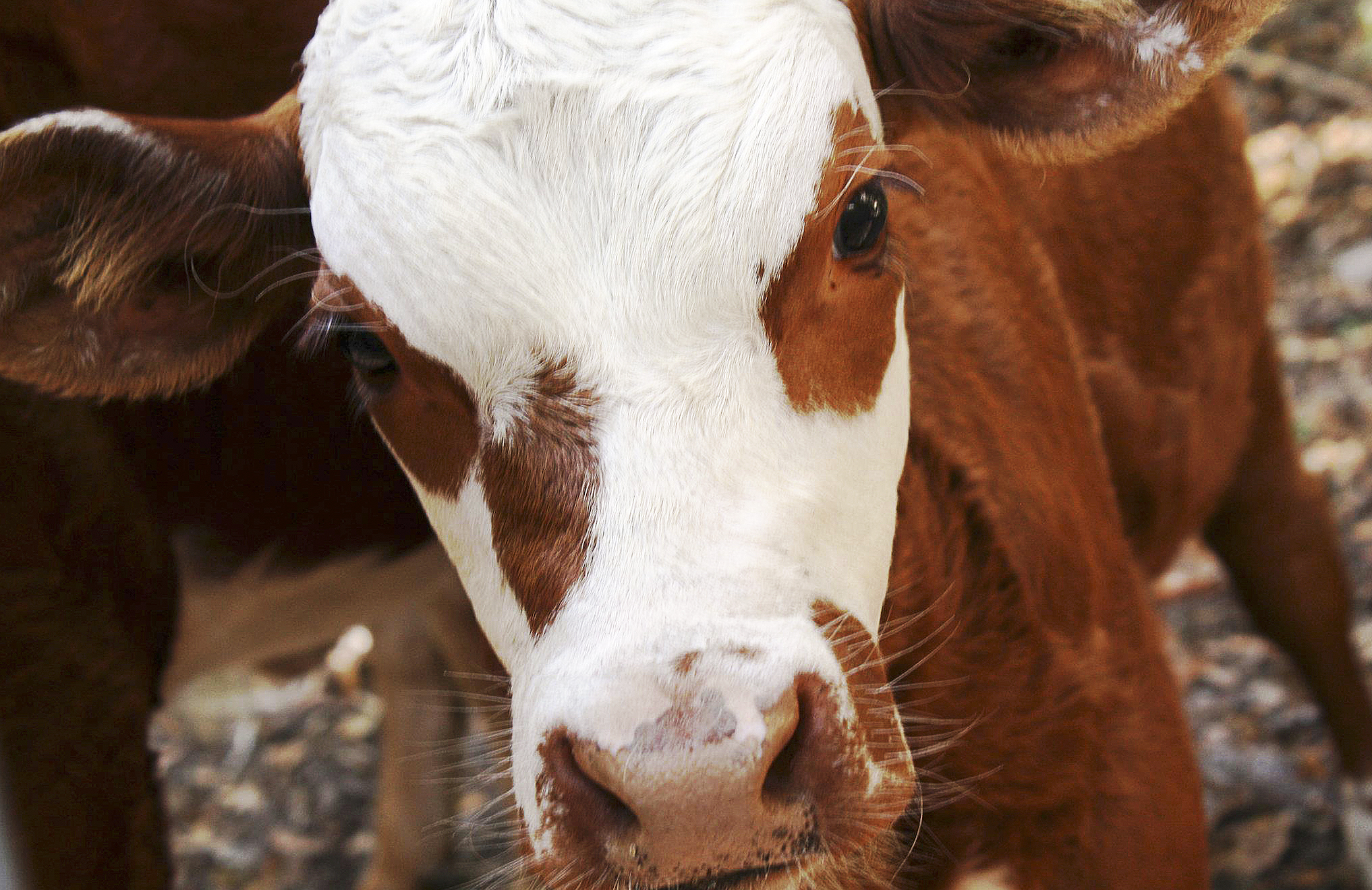
Una vaca jove
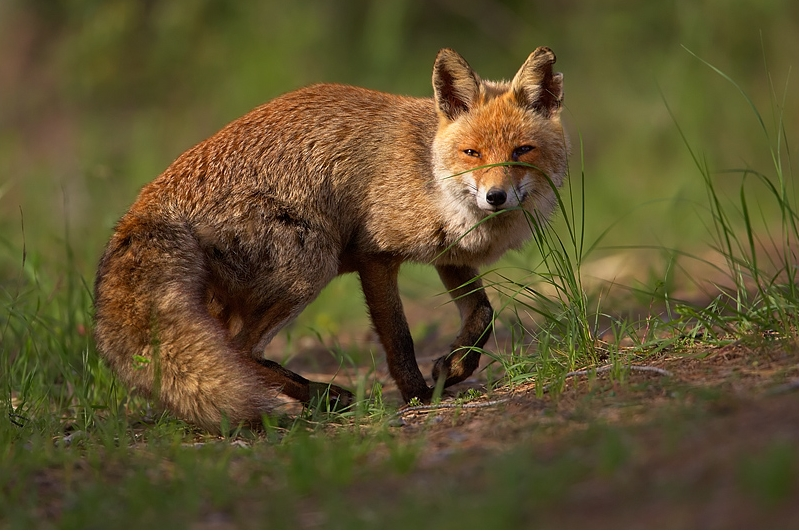
La guineu vermella domesticada recentment
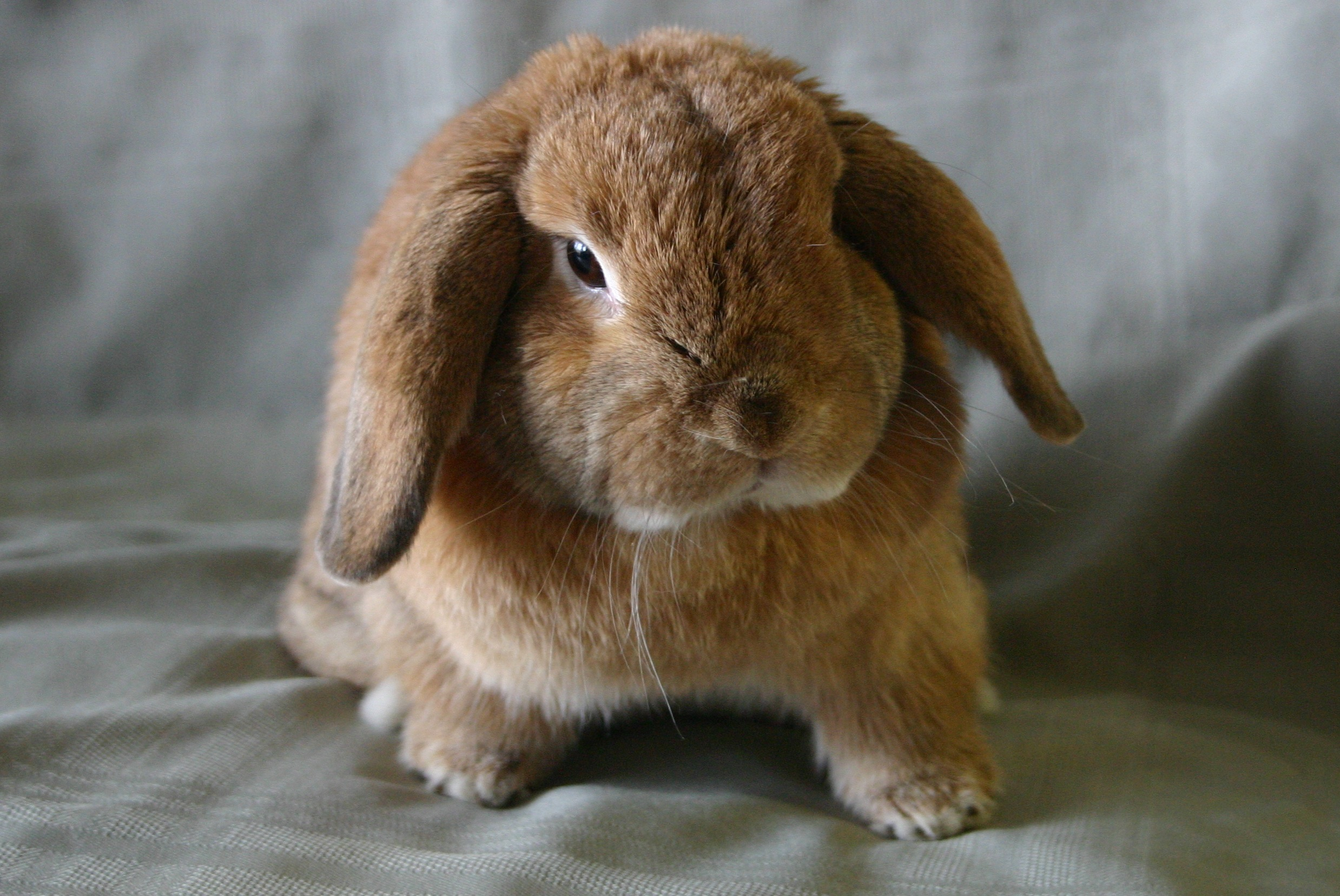
Conill
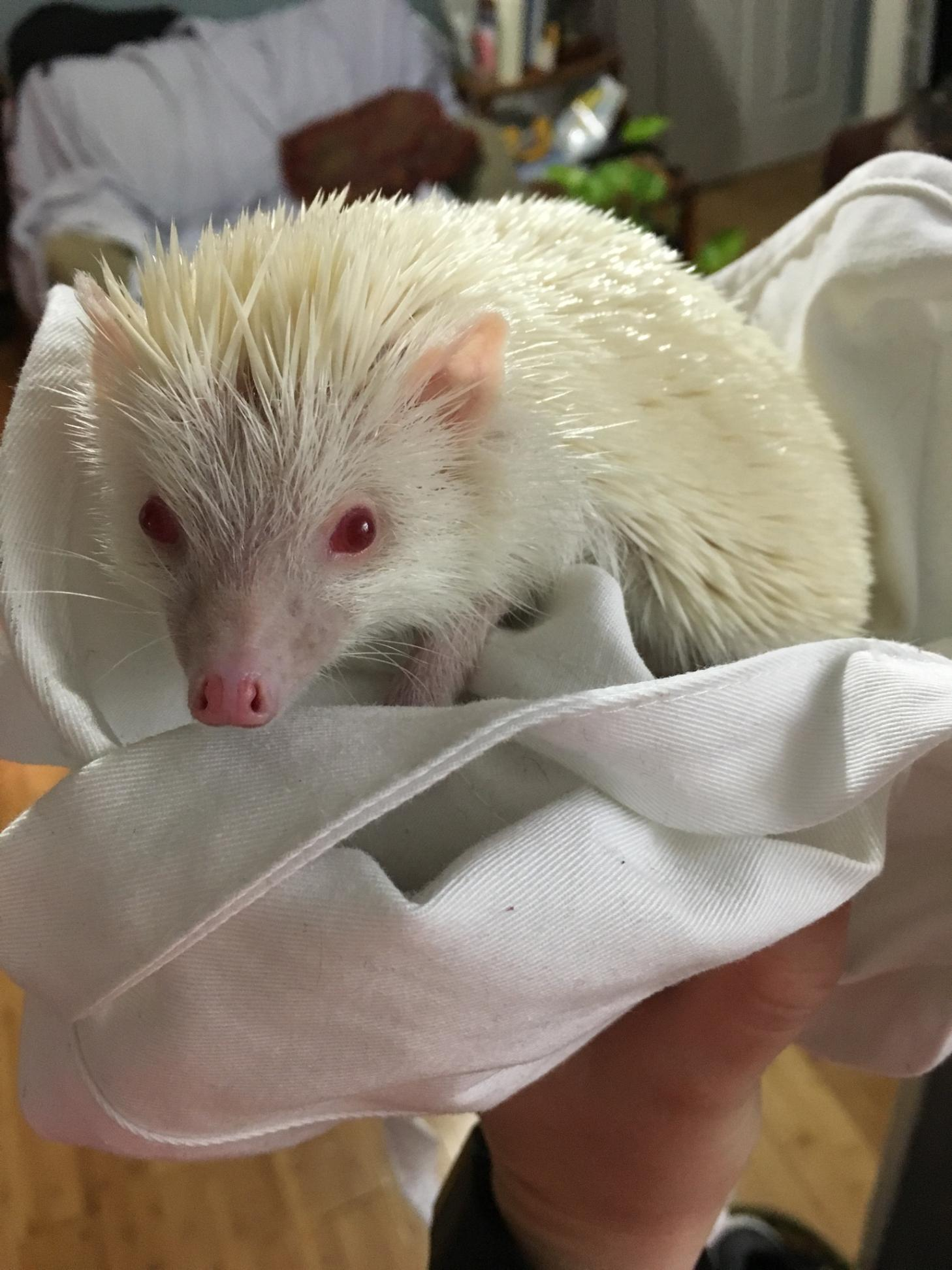
Un eriçó amb albinisme
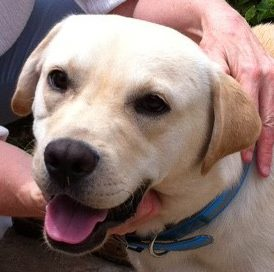
Un Labrador
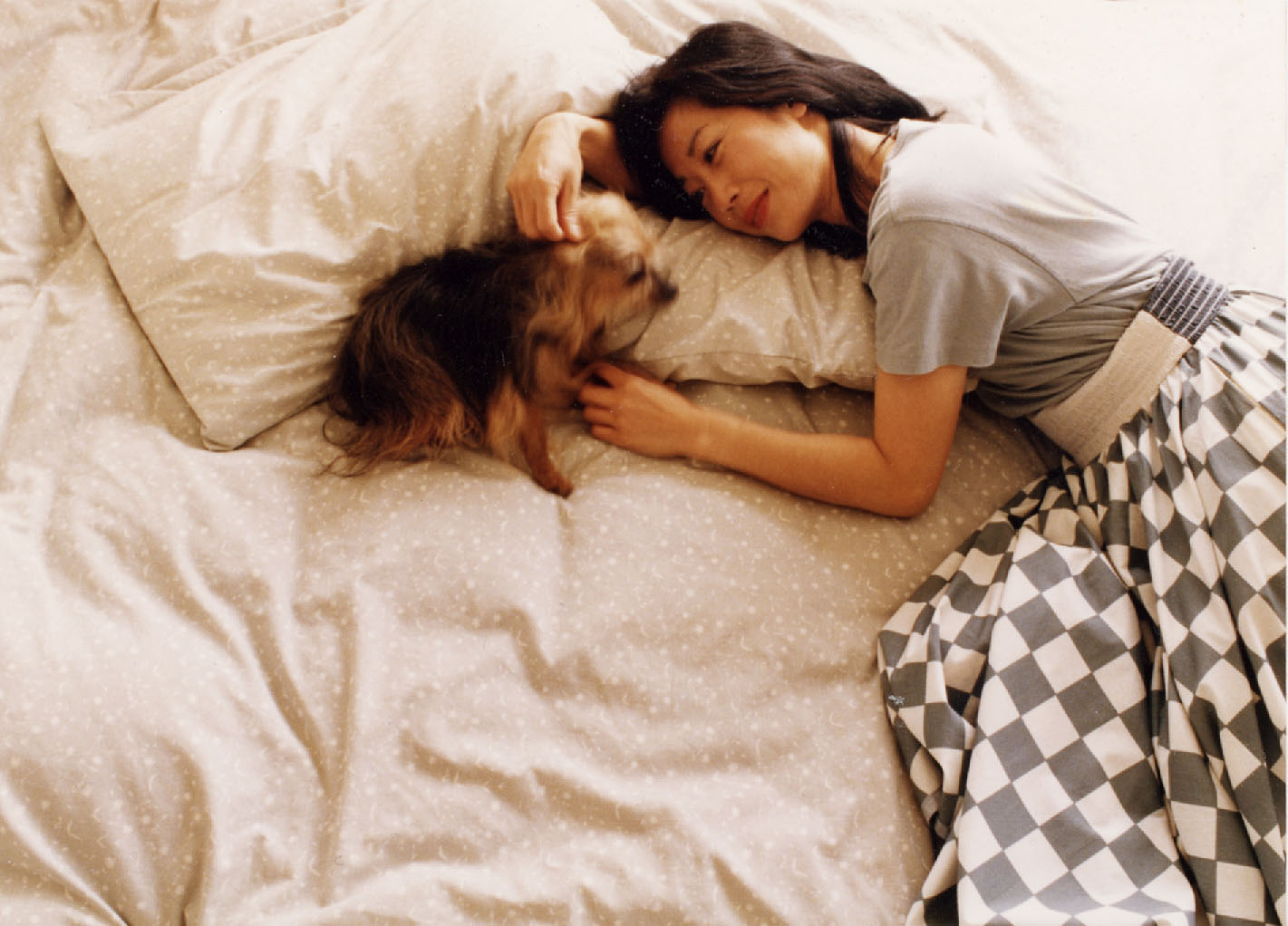
Compartir un llit amb un Yorkshire terrier
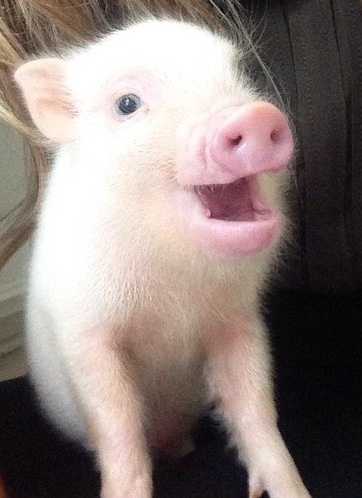
Un porquet miniatura de Göttingen
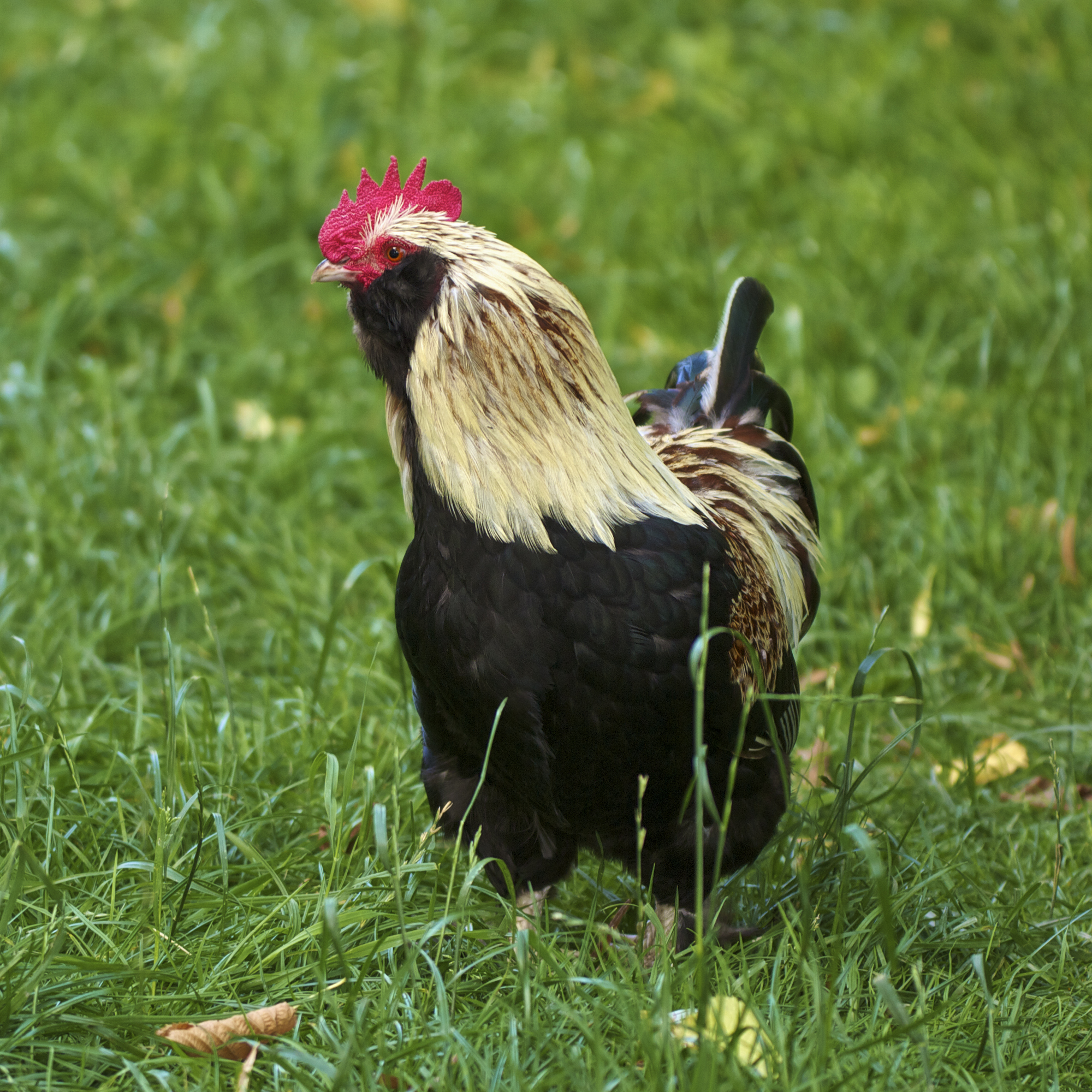
Un pollastre
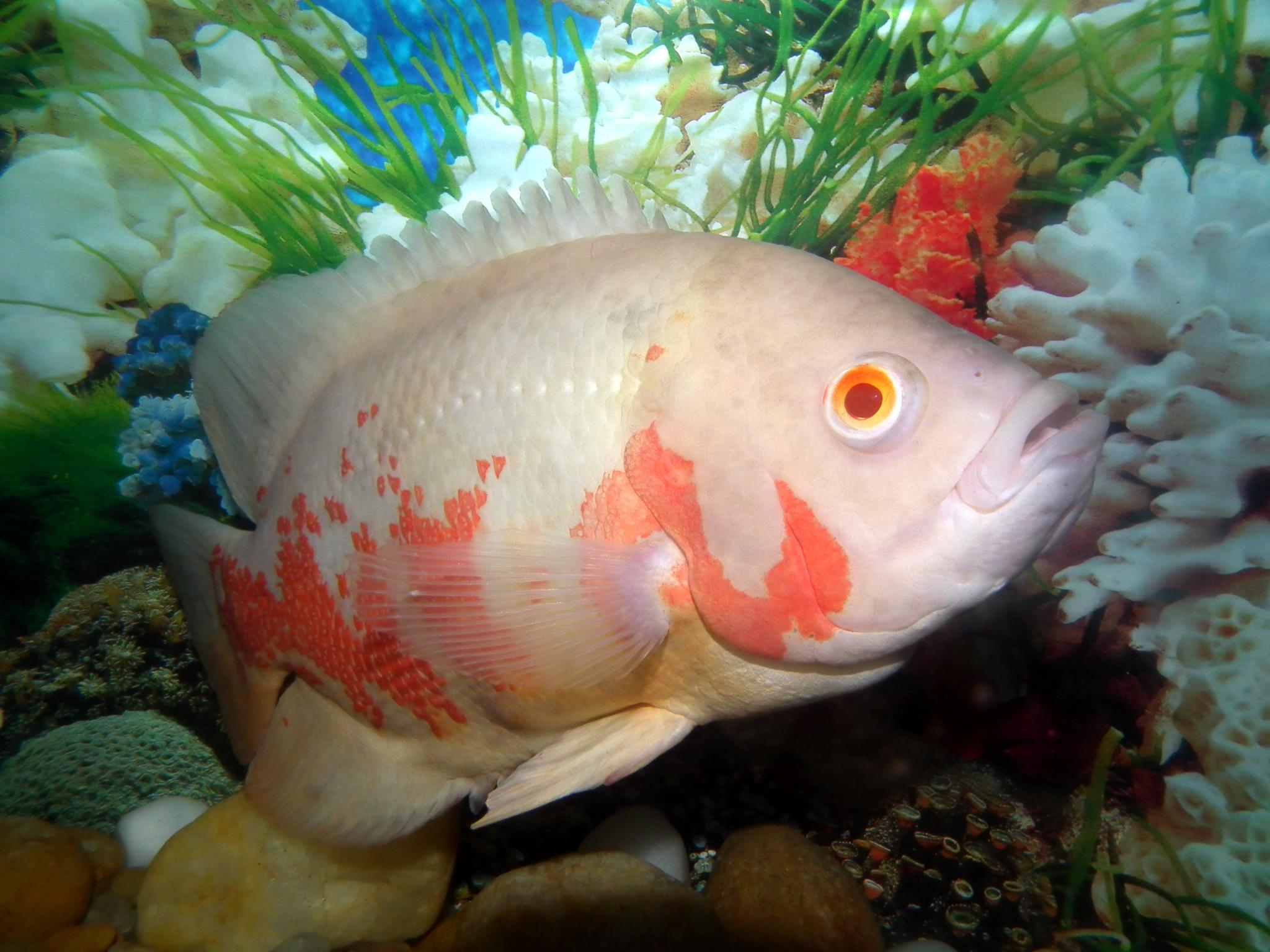
Un oscar

### Animals salvatges o Nous Animals de Companyia

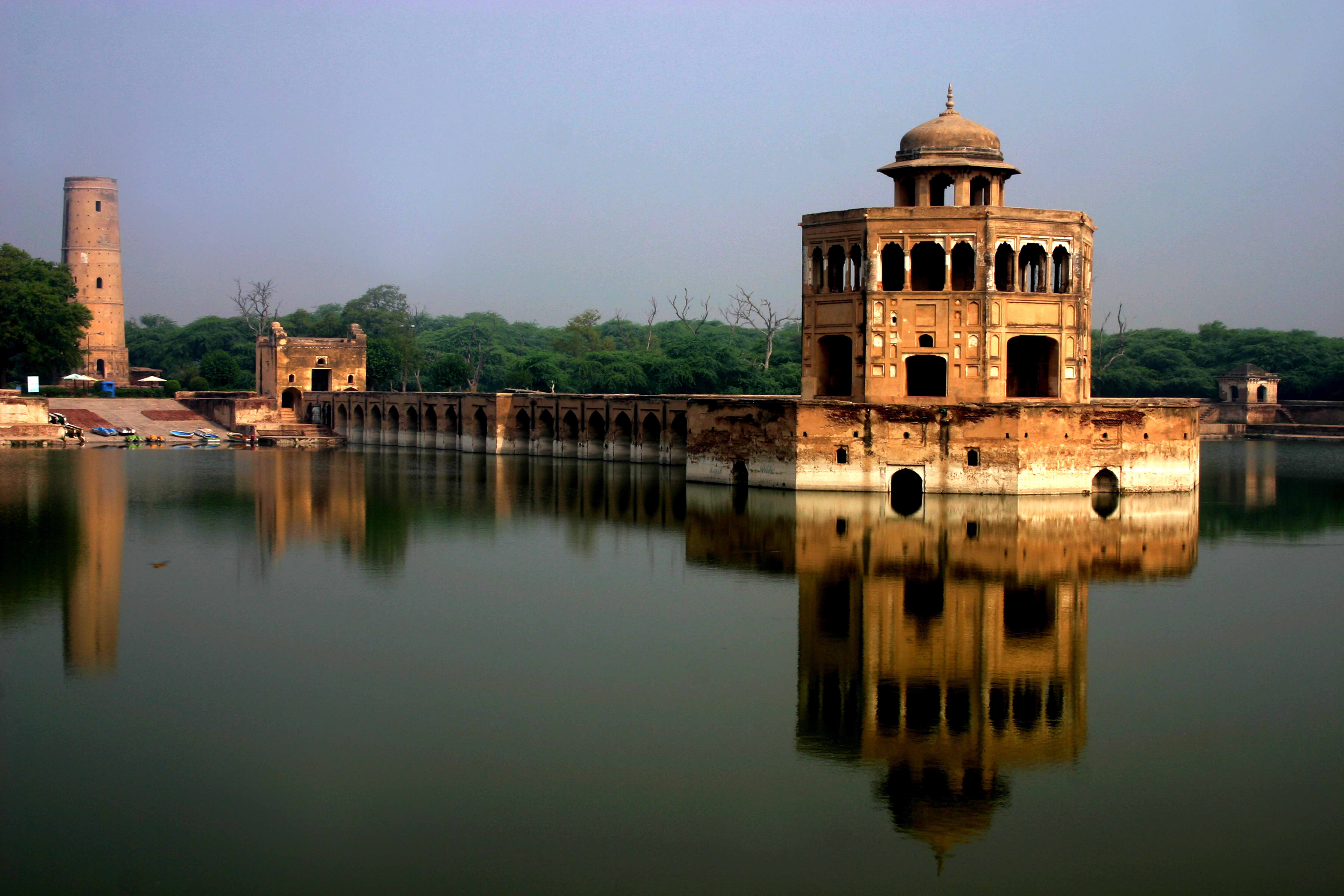
El Hiran Minar, prop de Lahore, Pakistan, va ser construït al segle XVII per l'emperador mogol Jahangir com a monument funerari en honor als seus cérvols.

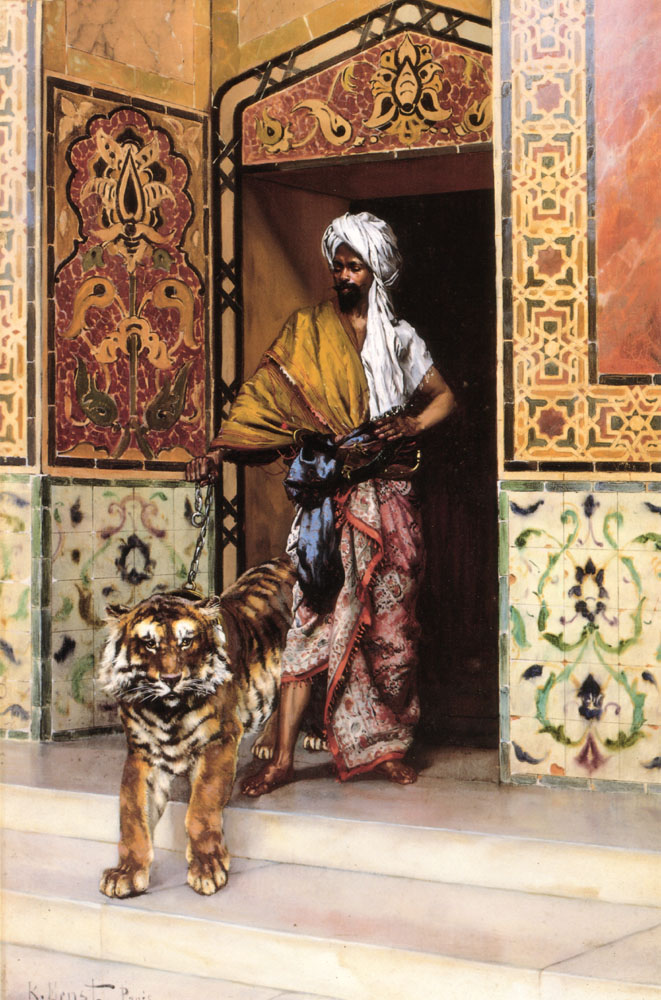
El tigre favorit de Pasha, pintura a l'oli de Rudolph Ernst

Els animals salvatges poden mantenir-se com a mascotes. En aquest context, el terme "salvatge" s'aplica específicament a qualsevol espècie d'animal que no hagi sofert un canvi fonamental de comportament per facilitar una estreta convivència amb els humans. Algunes espècies poden haver estat criades en captivitat durant un període considerable de temps, però encara no es reconeixen com a domesticades.
A finals de la dècada dels 1980 es va popularitzar el terme Nous animals de companyia (NAC) a França, pel veterinari francès Michel Bellangeon de l'Escola Nacional Veterinària de Lio. En els països anglosaxons va consolidar-se la denominació "exotics" o "exotic pets"per identificar aquells animals que son relativament rars o poc usuals i es consideren generalment una espècie salvatge mes que una mascota.
Sota aquesta denominació NAC hi tenen cabuda diferents espècies no tradicionals com les fures, conills, rosegadors, determinats mamífers (porcs nans, fennecs, ualabis, micos, etc.), ocells, rèptils, amfibis, peixos, insectes, aranyes i mol·luscs cuidats com a mascotes, amb el propòsit específic d'utilitzar-los per la companyia humana.
Inicialment el manteniment d’espècies inusuals i exòtiques a les cases es va considerar com un fenomen que no duraria. Però avui dia ja es consideren com una pràctica consolidada ja els propietaris els tenen tant d’afecte com si fos un gos o un gat. Molts propietaris estan mal informats sobre les necessitats nutricionals o ambientals dels seus animals. D’aquí el predomini de problemes odontològics o de tracte digestiu en conills i conillets d’índies a causa d’un defecte d'abrasió dental per manca de fibres, rinitis en rates a causa de la pols o substrat sobre el qual viuen, o fins i tot anorèxia en els rèptils a causa de la temperatura i humitat no adequades per a les seves necessitats fisiològiques.
Un problema que cal abordar són les malalties infeccioses transmeses per animals: zoonosis. Les infeccions més habituals detecades en un estudi francès són la salmonel·losi, l'ornitopsitacosi o l'estafilococosi. La zoonosi més freqüent és però la dermatofitosi. Un estudi recent realitzat als Països Baixos demostra que les patologies està present en el 27% de les botigues d’animals, i afecta particularment a conillets d’Índies i a conills amb menor frequencia. També existeix un risc d'alèrgies on els al·lergògens són presents a l'orina, però també a la saliva i als fol·licles pilosos.
Les conseqüències d'una mala praxi davant la presència dels NAC comporta problemàtiques de desaparició d'espècies en els seus hàbitats naturals, comerç clandestí (CITES), introducció d'espècies invasores, abandonament animal i maltractament animal.

## Història

### Prehistòria
L’arqueologia suggereix que la propietat humana de gossos com a mascotes es remunta a fa almenys 12.000 anys.

### Història antiga
Els antics grecs i romans tenien una cura especial per les seves mascotes, i lamentaven la seva pèrdua, tal com ho demostren les inscripcions deixades a les làpides commemoratives. Els epitafis sobrevivents dedicats als cavalls són més propensos a referir-se a una gratitud per la companyia que haurien rebut dels cavalls de guerra, mes que dels cavalls de cursa. Aquests darrers podien haver estat commemoracions fetes principalment com una manera de fomentar la fama i la glòria del propietari. A l’ Antic Egipte, els gossos i els babuins eren tractats com a mascotes i enterrats amb els seus amos. Els gossos rebien noms, un fet rellevant ja que els egipcis consideraven que els noms tenien propietats màgiques.

### Època victoriana: increment modern de les mascotes
Al llarg dels segles XVII i XVIII el manteniment de mascotes en el sentit modern es va anar acceptant a tota la Gran Bretanya. Inicialment, els aristòcrates guardaven gossos tant per fer companyia com per caçar. Per tant, el manteniment d’animals de companyia era un signe d'elitisme dins de la societat. Al segle xix, l’ascens de la classe mitjana va estimular el desenvolupament de la tinença d’animals de companyia i es va inscriure a la cultura burgesa.

#### Economia
A mesura que la popularitat de la tinença d’animals de companyia en el sentit modern va augmentar durant l’ època victoriana, els animals es van convertir en un element dins de la cultura urbana com a productes bàsics i objectes decoratius. El manteniment d’animals de companyia va generar una oportunitat comercial per als emprenedors. A mitjan segle xix, prop de vint mil venedors ambulants de Londres tractaven d’animals vius. A més, la popularitat dels animals va generar una demanda de productes per a animals, com ara accessoris i guies per la cura i ensinistrament dels animals. La cria de les mascotes es va convertir en un gran negoci a finals del segle xix.
Els oportunistes també van buscar el robatori de mascotes com a mitjà per obtenir beneficis econòmics. Utilitzant l'afecte que els propietaris tenien per les seves mascotes, els lladres de gossos professionals capturaven animals i els retenien per pagar un rescat. El desenvolupament del robatori de gossos reflecteix l’augment del valor de les mascotes. Les mascotes es van anar definint gradualment com a propietat dels seus cuidadors. Es van crear lleis que castigaven els delinqüents pel seu robatori.

#### Societat
Les mascotes i els animals també van tenir implicacions socials i culturals al llarg del segle xix. La classificació dels gossos segons les seves races reflectia l’ordre jeràrquic i social de l’època victoriana. El pedigrí d’un gos representava l'elevat estat i llinatge dels seus amos i reforçava l'estratificació social. Els propietaris de classe mitjana, però, valoraven la capacitat d’associar-se amb la classe alta mitjançant la propietat de les seves mascotes. La capacitat de tenir cura d’una mascota significava la respectabilitat i la capacitat d’autosuficiència. Segons Harriet Ritvo, la identificació d '"animal d'elit i propietari d'elit no era una confirmació de l'estat del propietari, sinó una forma de redefinir-lo".

#### Entreteniment
La popularitat del manteniment de gossos i mascotes va generar fantasia animal. Els aficionats als gossos van mostrar entusiasme per tenir mascotes, criar gossos i mostrar-los en fires i espectacles. La primera exposició canina va tenir lloc el 28 de juny de 1859 a Newcastle i es va centrar principalment en gossos esportius i de caça. No obstant això, els propietaris d’animals de companyia mostren el seu entusiasme en la cria animal com una forma de competència i habilitat personal. Els animals de companyia poden exhibir-se gradualment en mostres de diferents nivells. El primer gran espectacle, que acolliria mil inscripcions, va tenir lloc a Chelsea el 1863. El Kennel Club va crear el 1873 per garantir l'equitat i l’organització dins de les exposicions canines. El desenvolupament del Stud Book (registre de races) per part del Kennel Club va definir les polítiques, va presentar un sistema de registre nacional de gossos de pura raça i mostres canines institucionalitzades.

## Propietat de mascotes per no humans
La propietat d’animals de companyia a la natura, com a anàleg al fenomen humà, no s'ha observat i és probable que no es produeixi. Es va observar que un grup de micos caputxins cuidava d'un tití, una espècie de mico del Nou Món. Les observacions de ximpanzés que aparentment "jugaven" amb petits animals com a damans han acabat amb els ximpanzés matant els animals i llançant els cadàvers al seu medi natural.
Un estudi del 2010 afirma que les relacions humanes amb animals tenen un component cognitiu humà exclusiu i que el manteniment de mascotes és un atribut fonamental i propi de l'espècie humana. L''antropomorfisme, o la projecció de sentiments, pensaments i atributs humans sobre els animals, és una característica definidora del manteniment d’animals de companyia humans. Aquest estudi l'identifica com el mateix tret de l'evolució responsable de la domesticació i preocupació pel benestar animal. S'estima que va sorgir almenys 100.000 aC amb l' Homo sapiens.
Es discuteix si aquesta redirecció del comportament de criança humà cap a animals no humans, en forma de tinença d’animals de companyia, va ser inadaptat, pel fet de ser biològicament costós, o si va ser seleccionat positivament. Dos estudis suggereixen que la capacitat humana per domesticar i mantenir mascotes provenia del mateix tret evolutiu fonamental i que aquest tret proporcionava un benefici material en forma de domesticació que era prou adaptatiu per ser seleccionat positivament. Un estudi del 2011 suggereix que les funcions pràctiques que proporcionen algunes mascotes, com ajudar a caçar o control de plagues, podrien tenir com a resultat un avantatge evolutiu suficient per permetre la persistència d’aquest comportament en humans i superar la càrrega econòmica que suposaria el manteniment de les mascotes guardades com a jocs per a recompenses emocionals immediates. Altres dos estudis suggereixen que el comportament constitueix un error, un efecte secundari o una mala aplicació dels mecanismes evolucionats responsables de l'empatia humana i de la teoria de la ment per atendre animals no humans que no hagi afectat prou el seu avantatge evolutiu a la llarga.
Es considera que els animals en captivitat, amb l'ajut de cuidadors, se'ls considera com a mascotes per part dels seus propietaris. Alguns exemples d'això són Koko, el goril·la que tenia diversos gats, Tonda, l'orangutan i un gat, i Tarra, l'elefant i un gos anomenat Bella.

## Animals de companyia a l’art

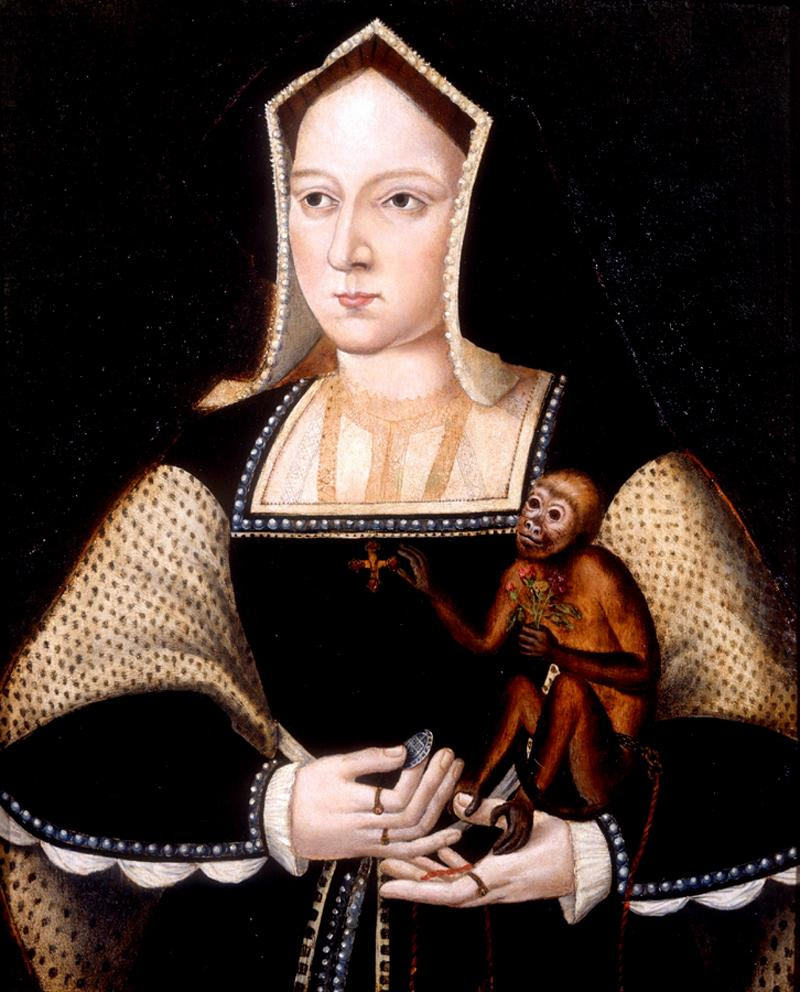
Segle XVI: Caterina d'Aragó amb un mico
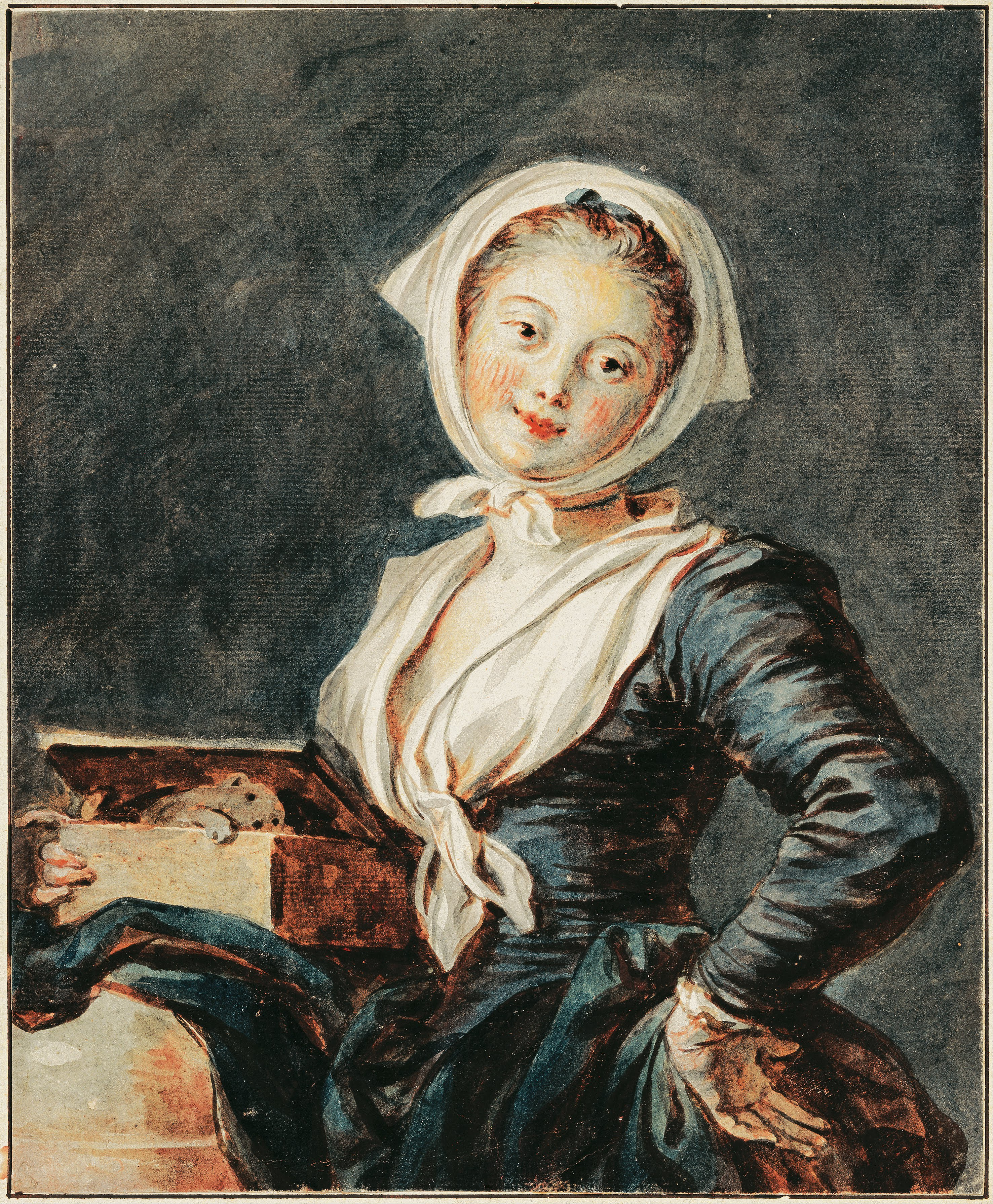
Segle XVIII:Noia amb una marmota per Jean-Honoré Fragonard
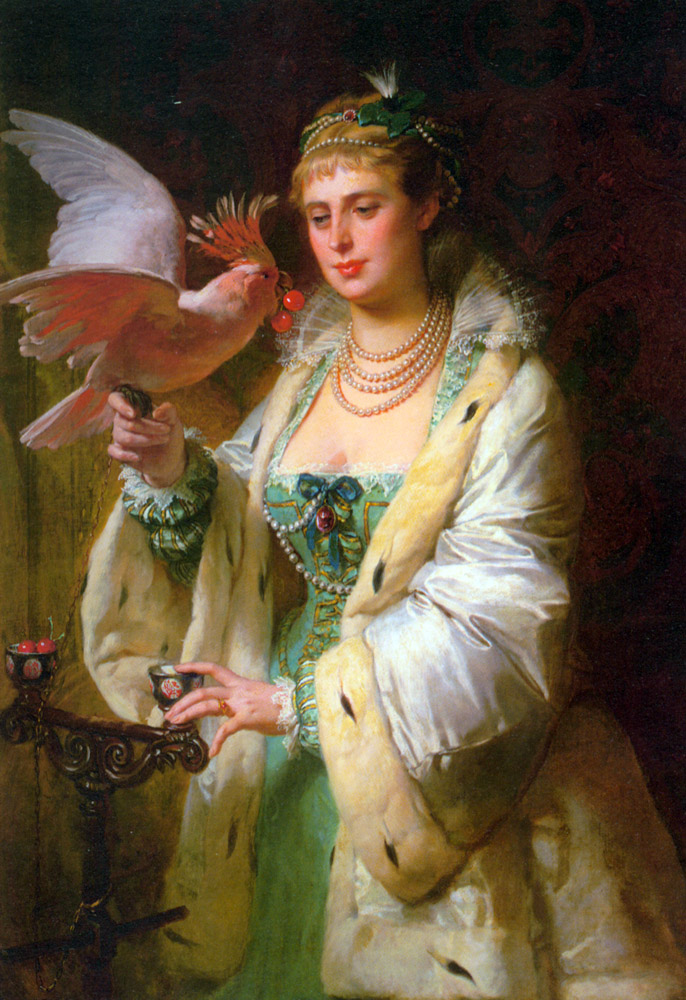
Segle XIX: Un regal pel seu animal de companyia per Guillaume Dubufe
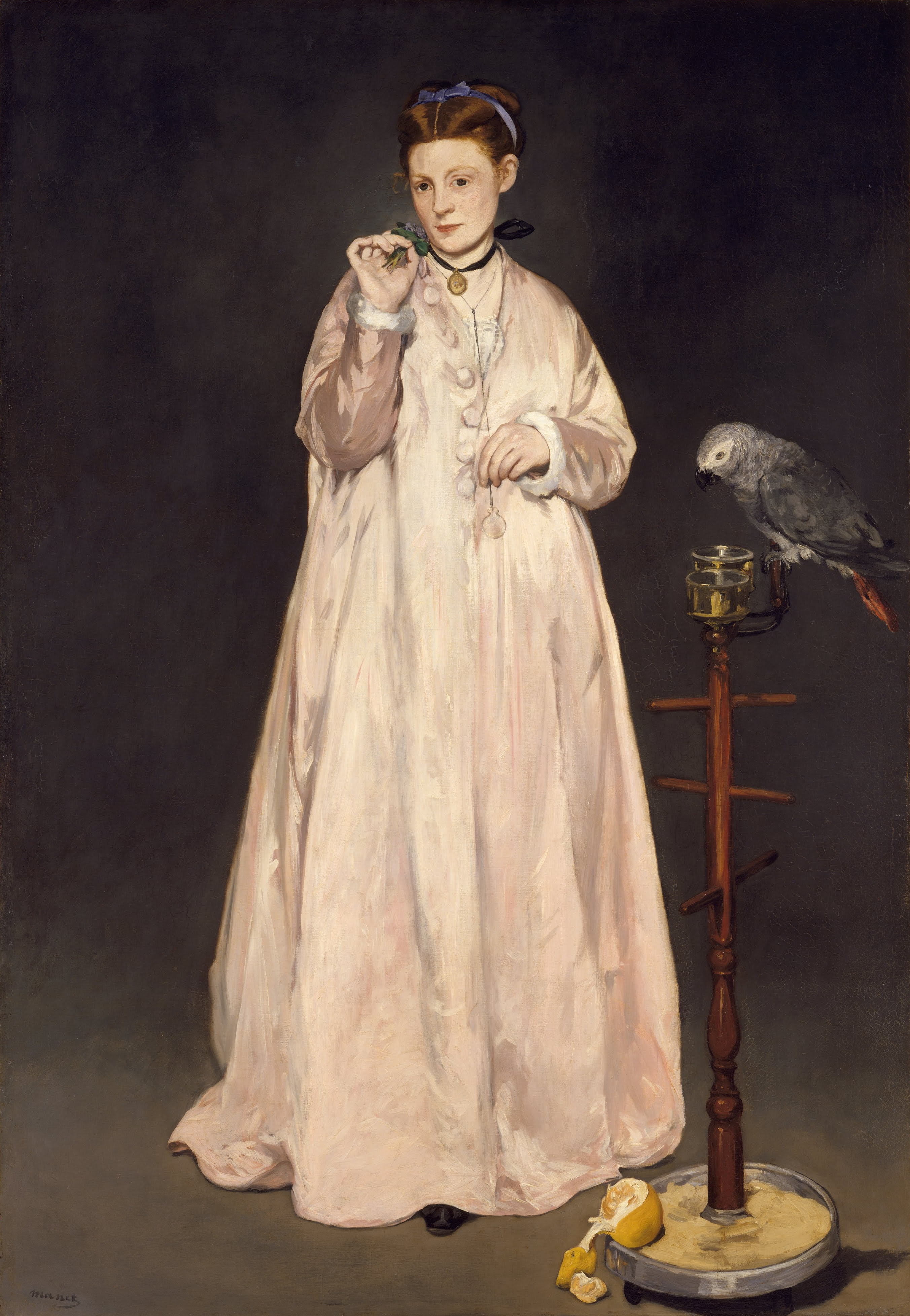
Segle XIX: Noia amb un lloro per Édouard Manet
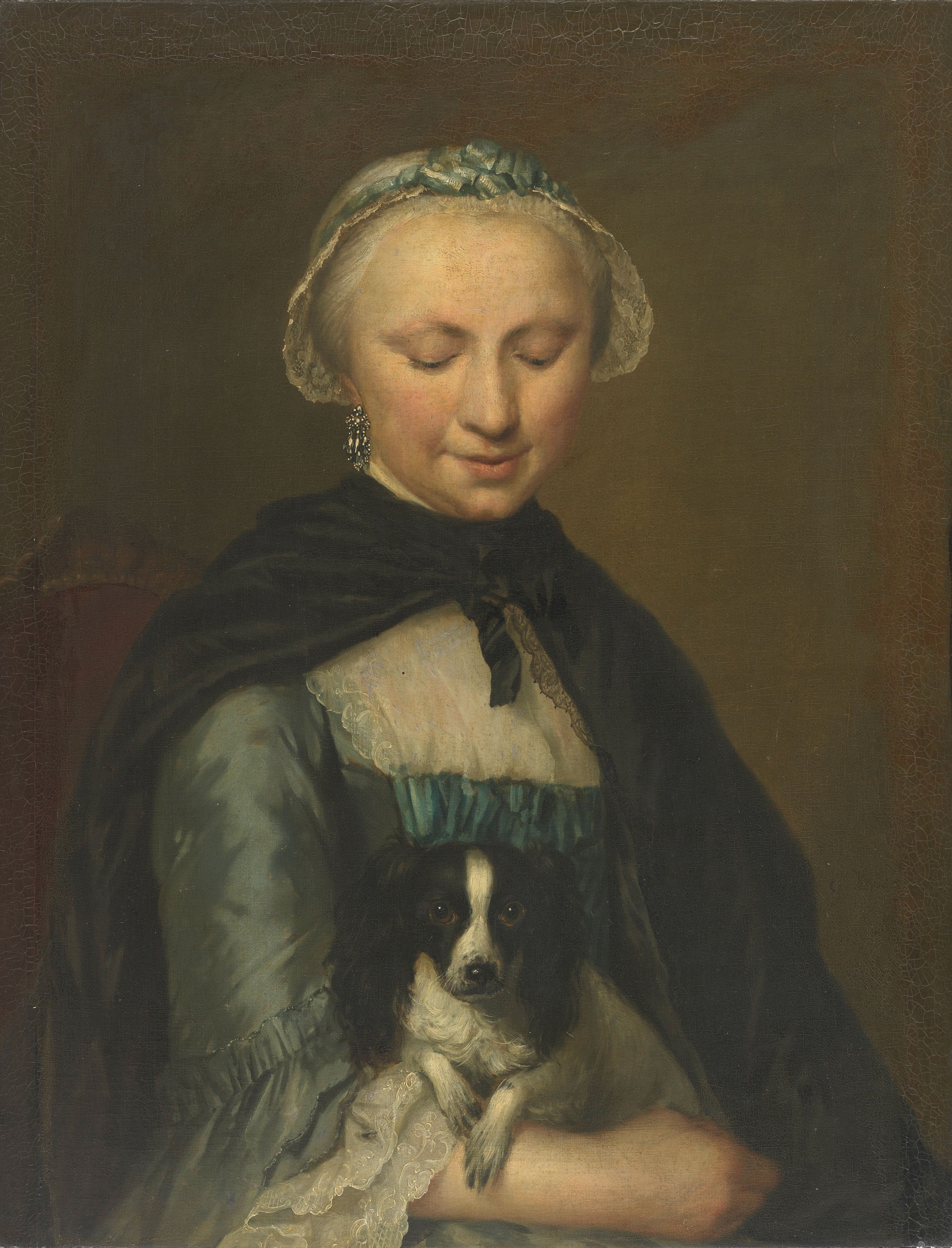
Segle XVIII: Antoinette Metayer i elo seu gos per George van der Mijn
Segle XV: Dama amb Ermini per Leonardo da Vinci
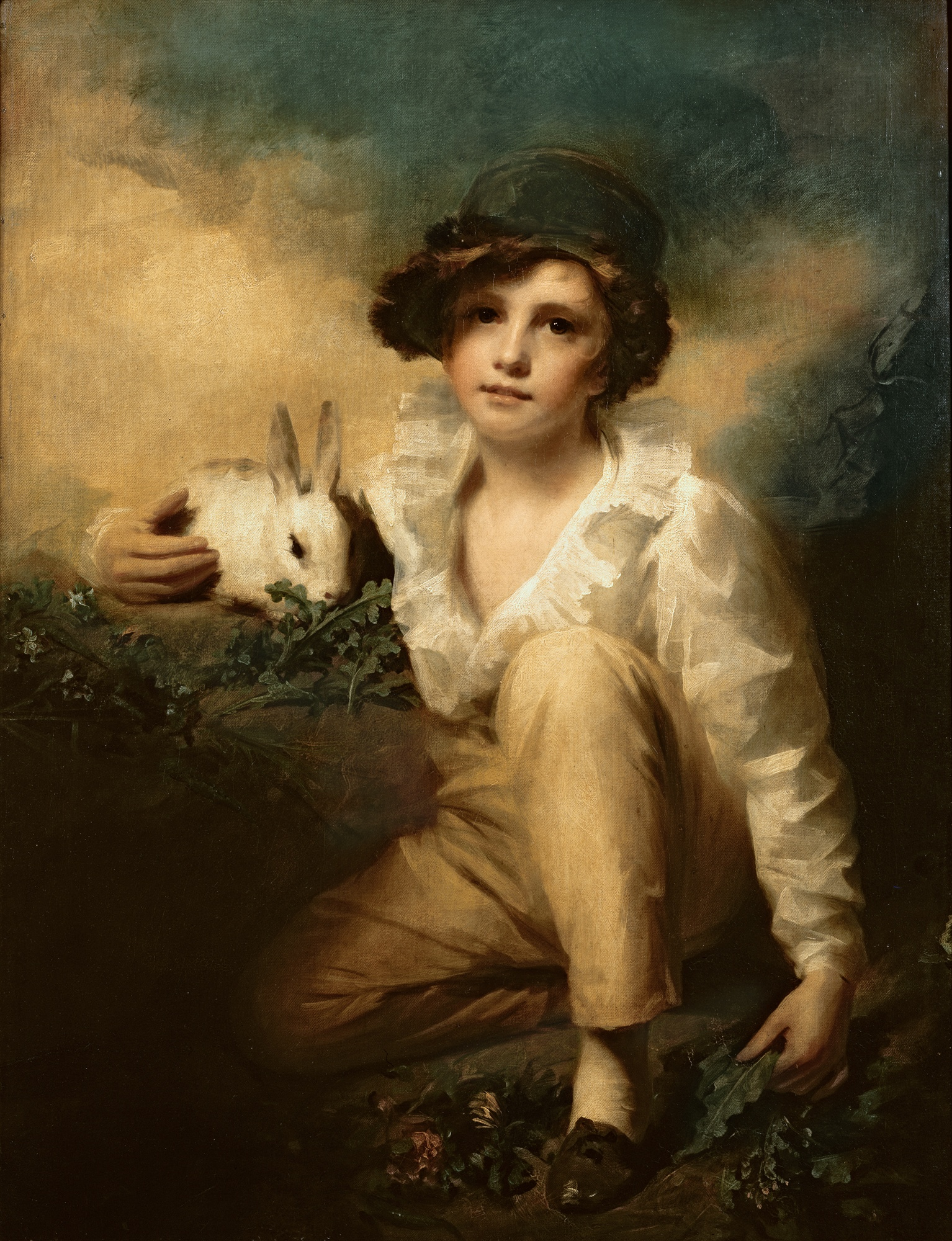
Segle XIX: Noi i conill per Henry Raeburn
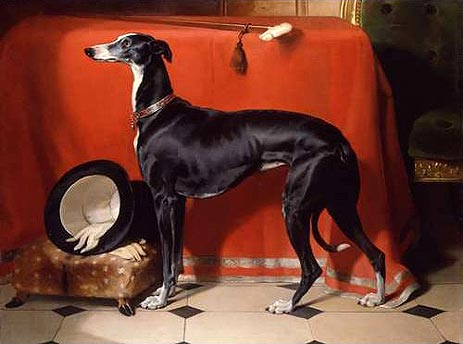
Segle XIX: Eos, el llebrer anglès favorit del Princep Albert per Edwin Henry Landseer
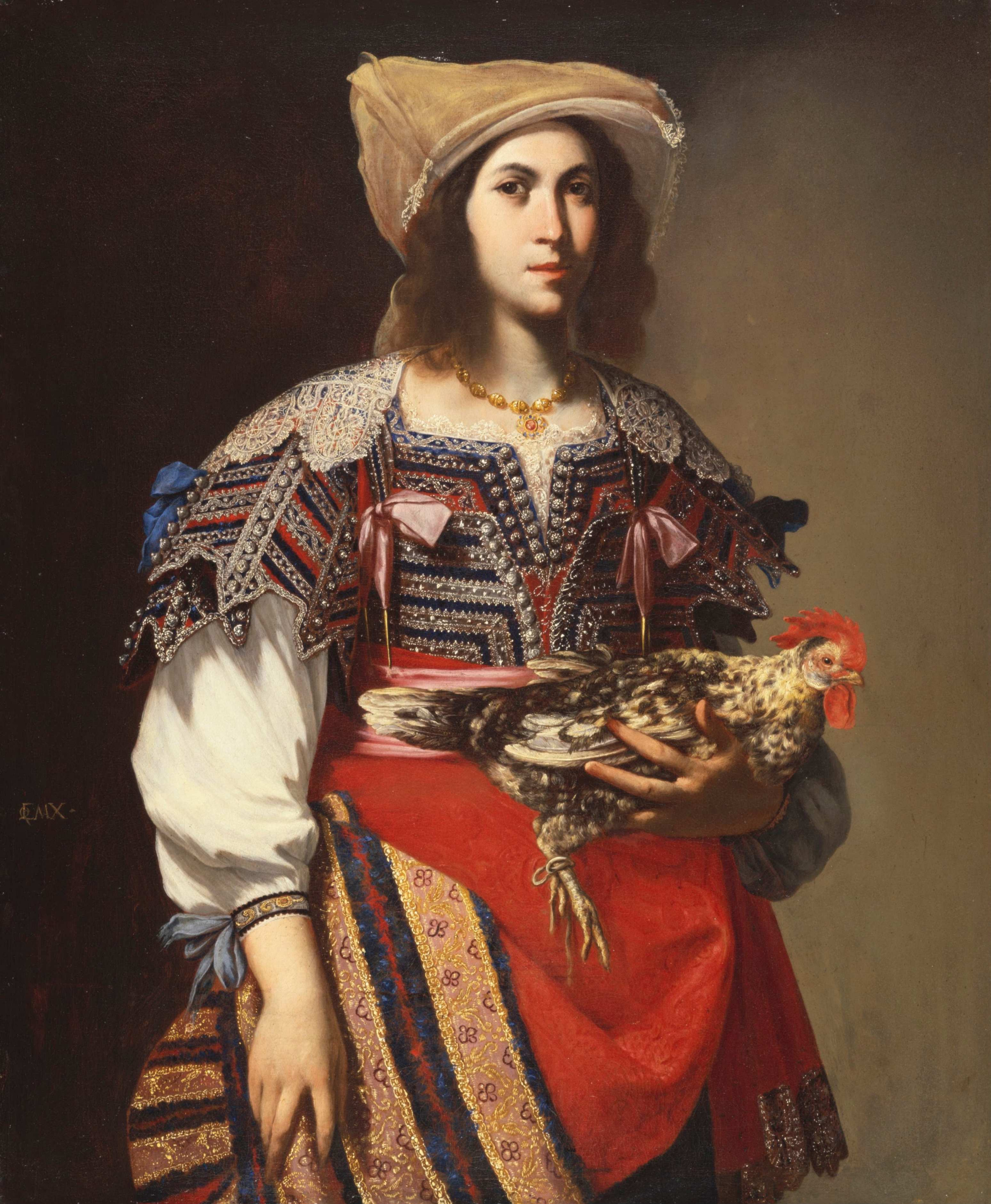
Segle XVII: Dona napolitana amb una gallina per Massimo Stanzione
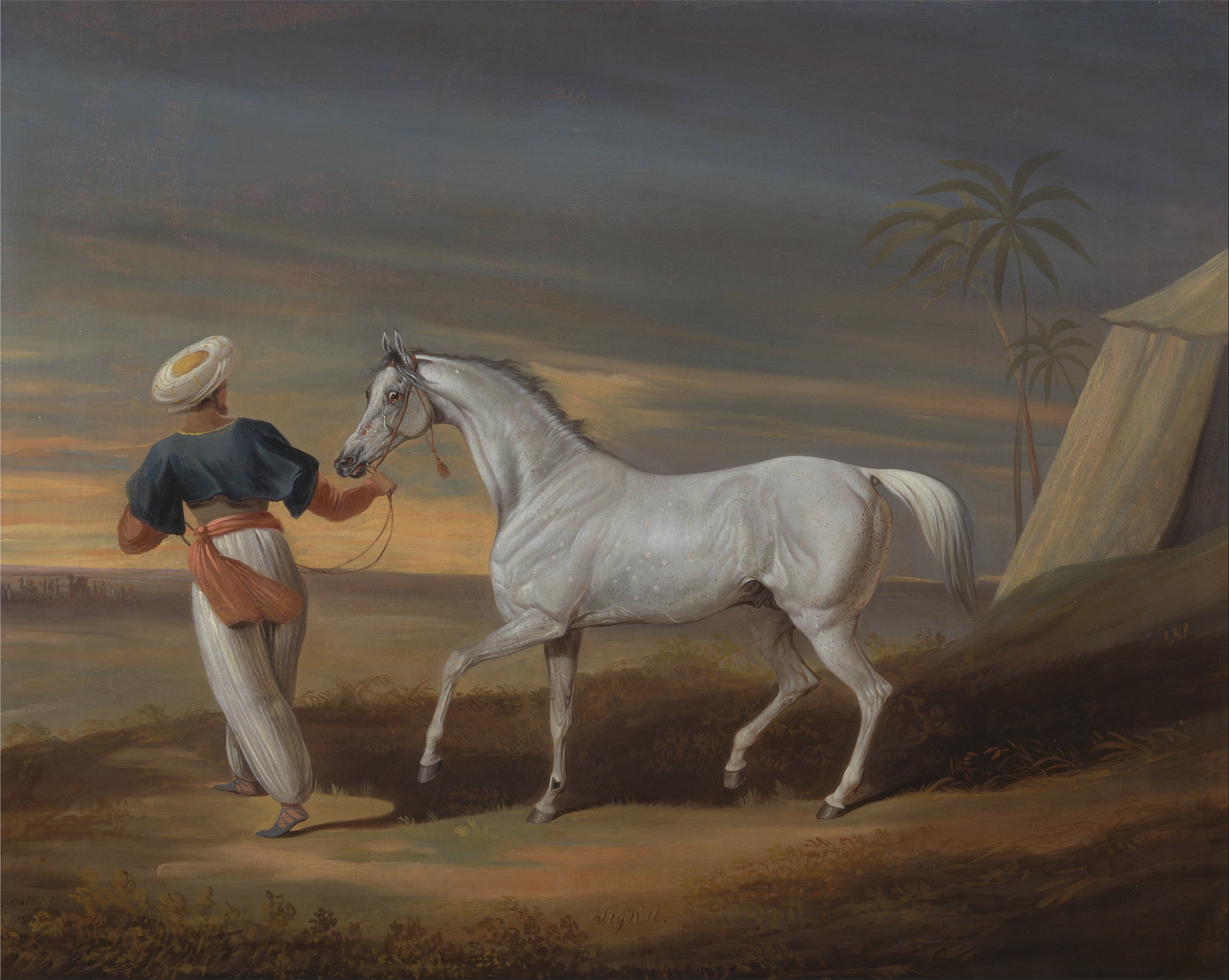
Segle XIX: Signal, cavall àrab amb el seu cuidador al desert per David Dalby
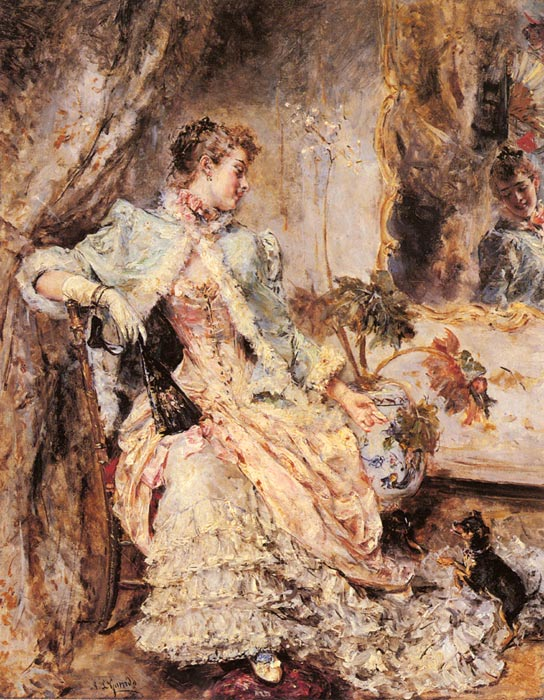
Segle XIX: Dama elegant amb el seu gos per Eduardo Leon Garrido
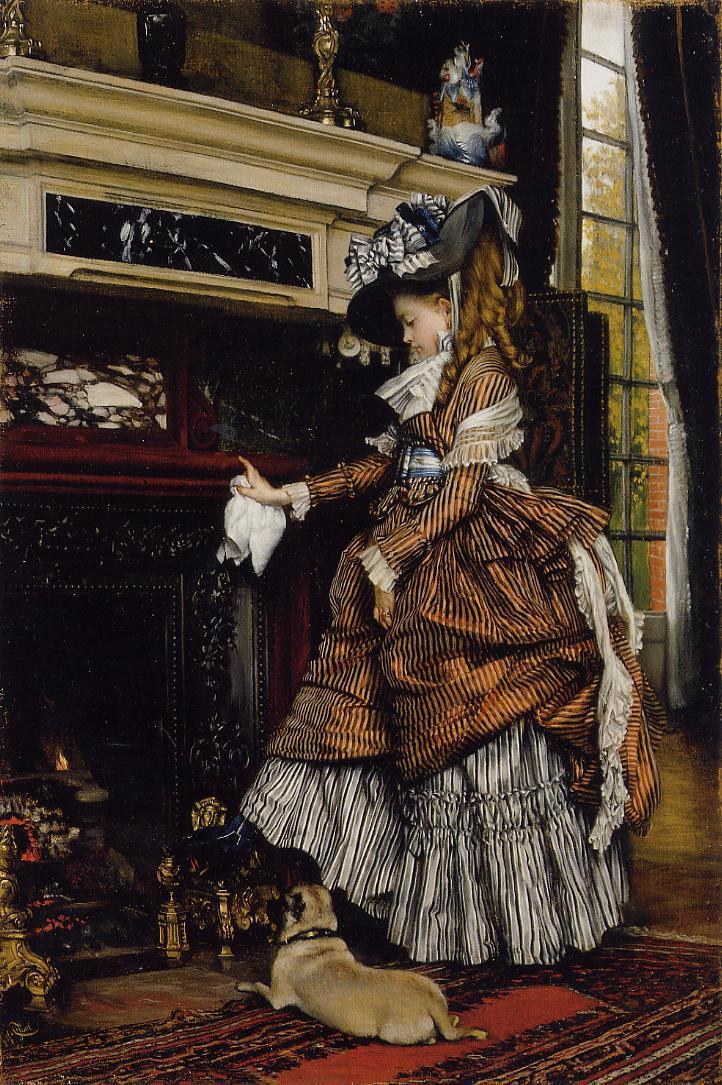
Segle XIX: La llar de foc representant a un Pug per James Tissot
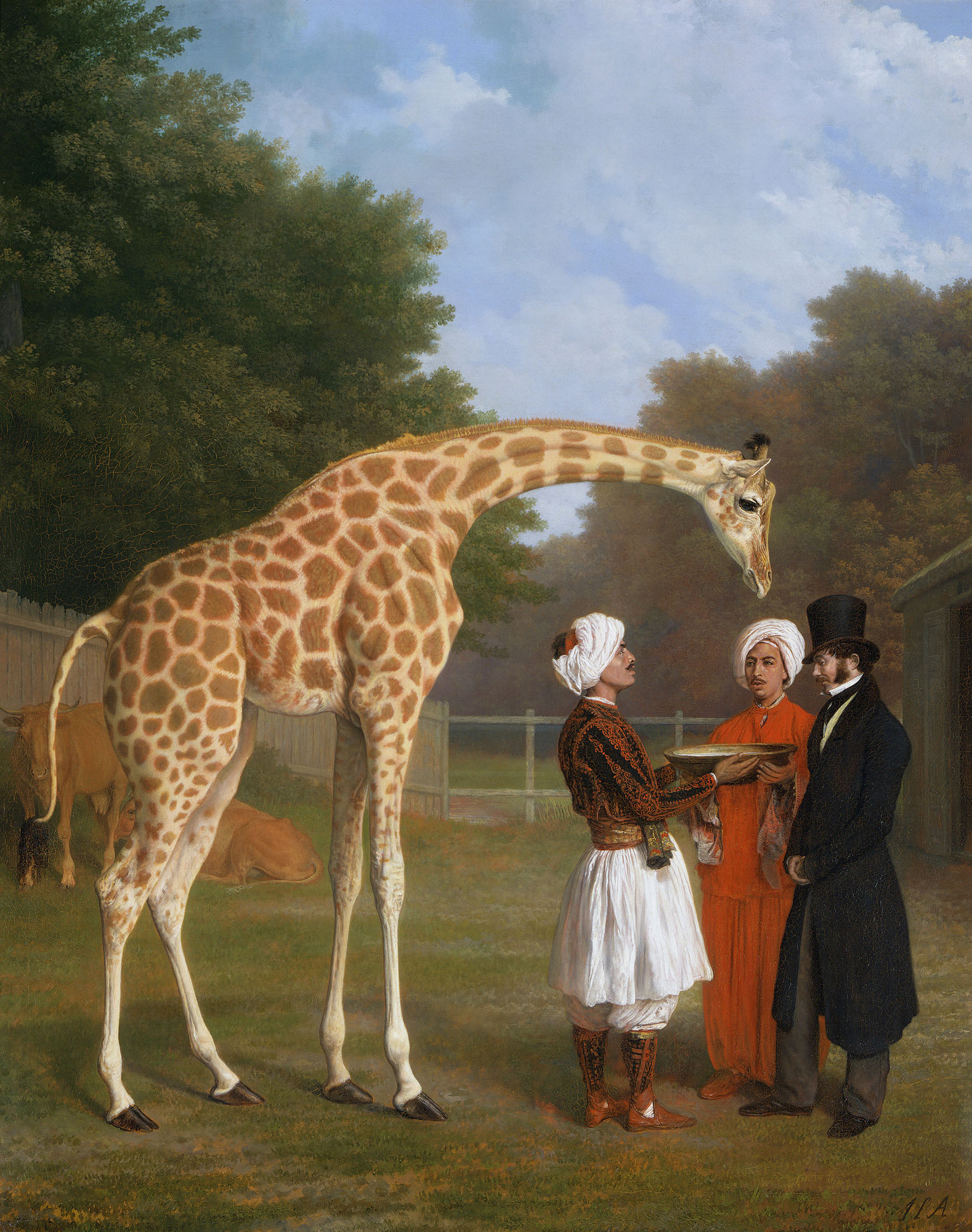
Segle XIX: Girafa nubia per Jacques-Laurent Agasse
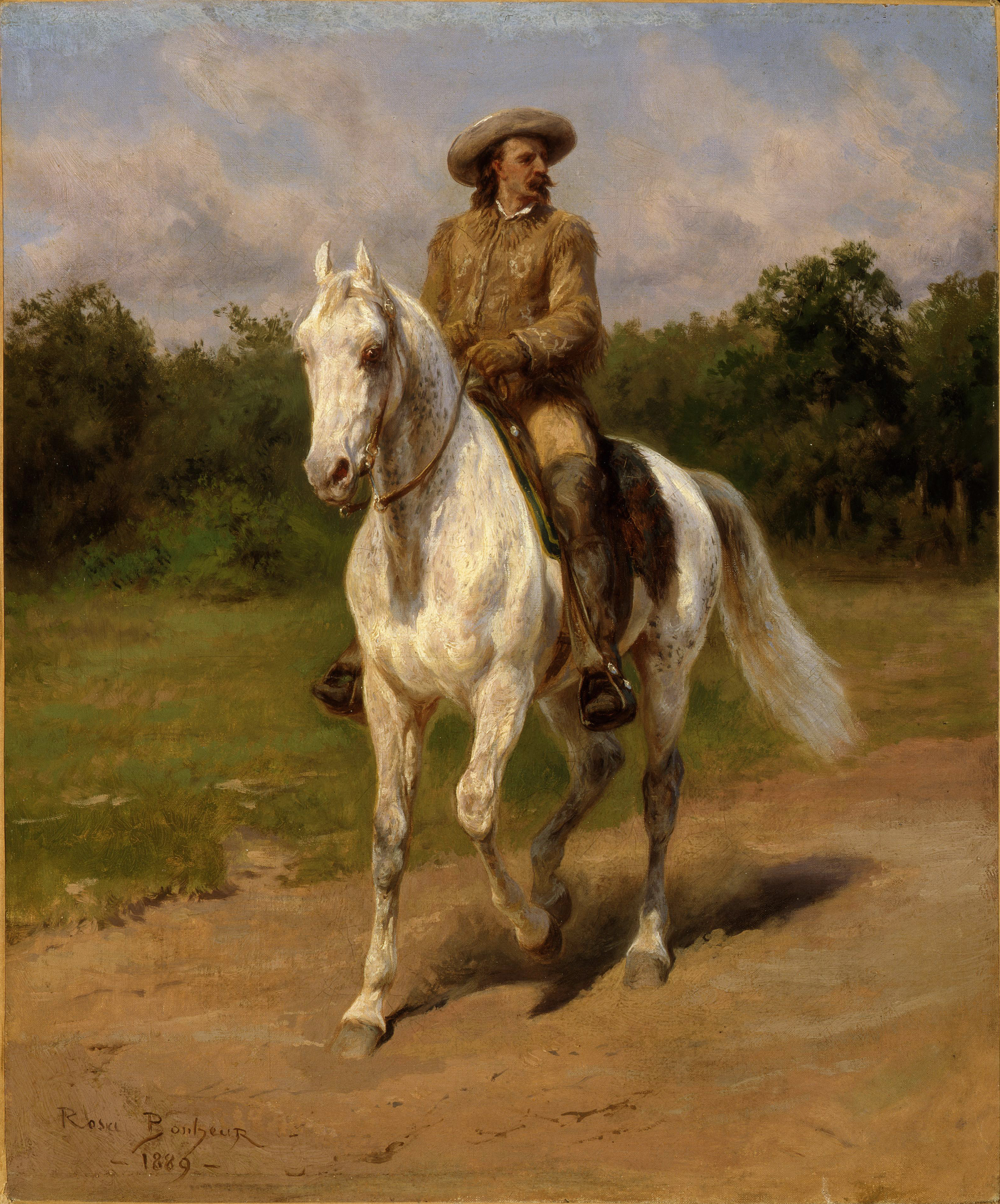
Segle XIX: Retrat de William F. Cody (Buffalo Bill) i el seu cavall per Rosa Bonheur
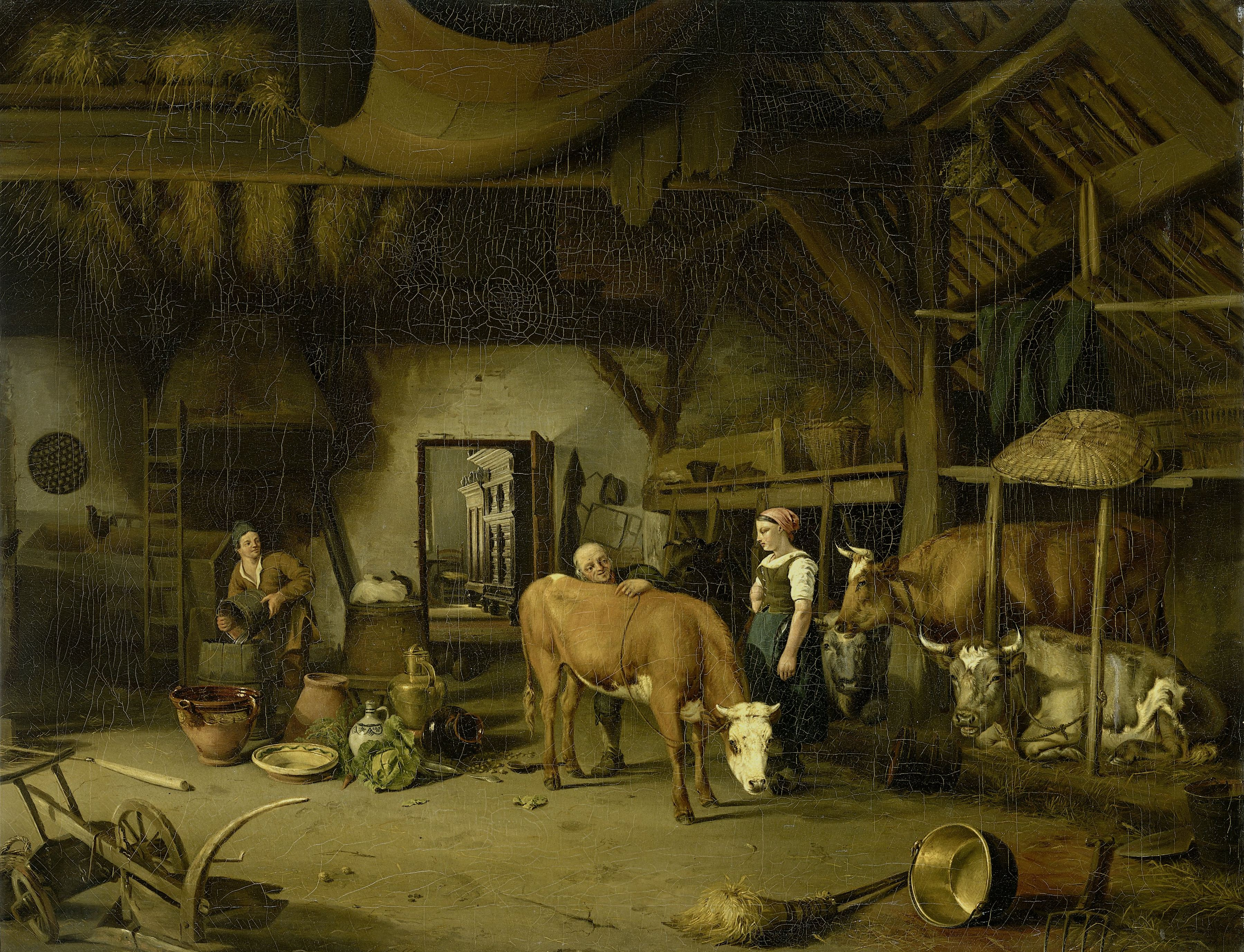
Segle XIX: Part a pagès d'una vaca per James de Rijk
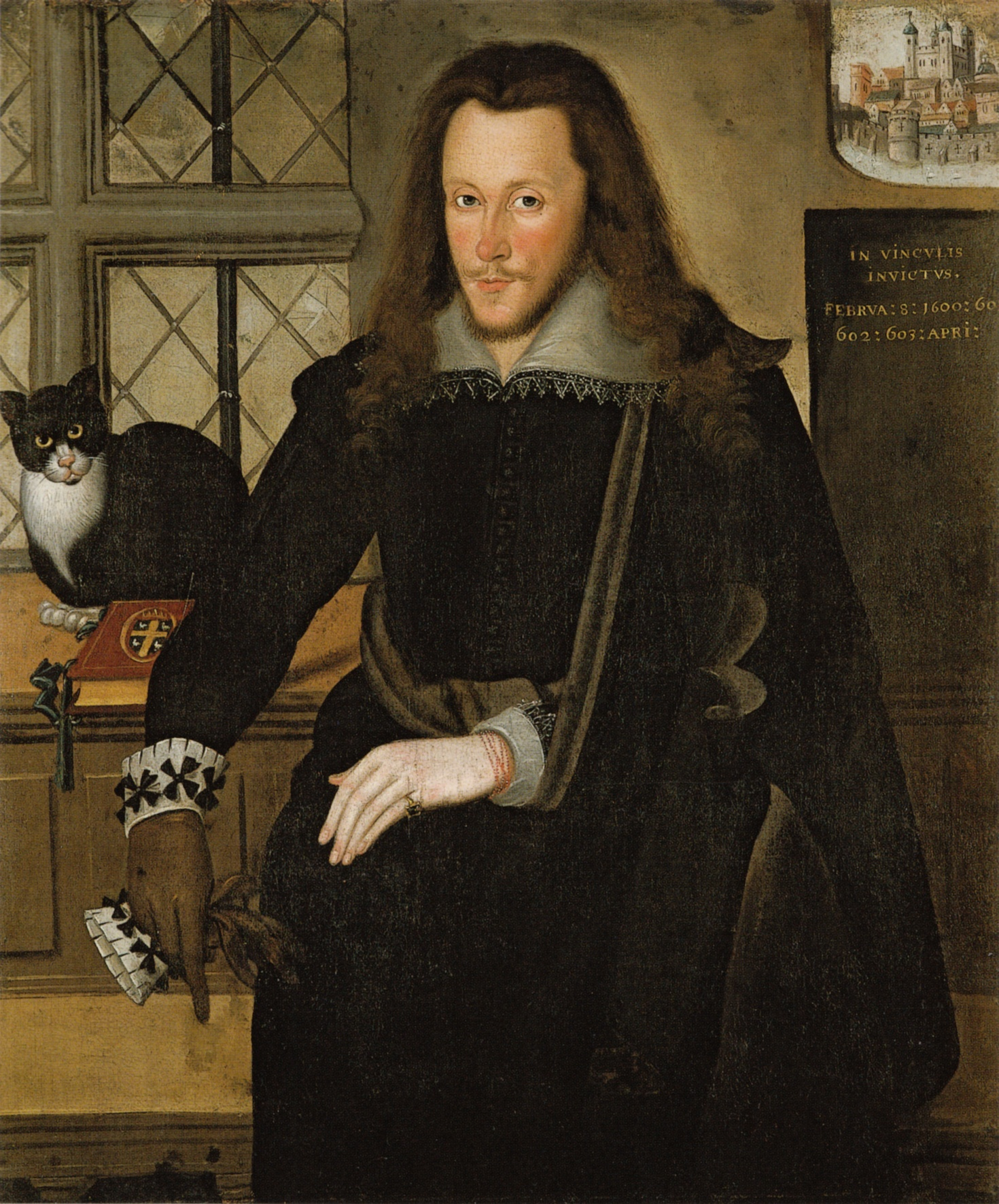
Segle XVII: Retrat de Henry Wriothesley, 3rd Earl of Southampton representant un gat per John de Critz
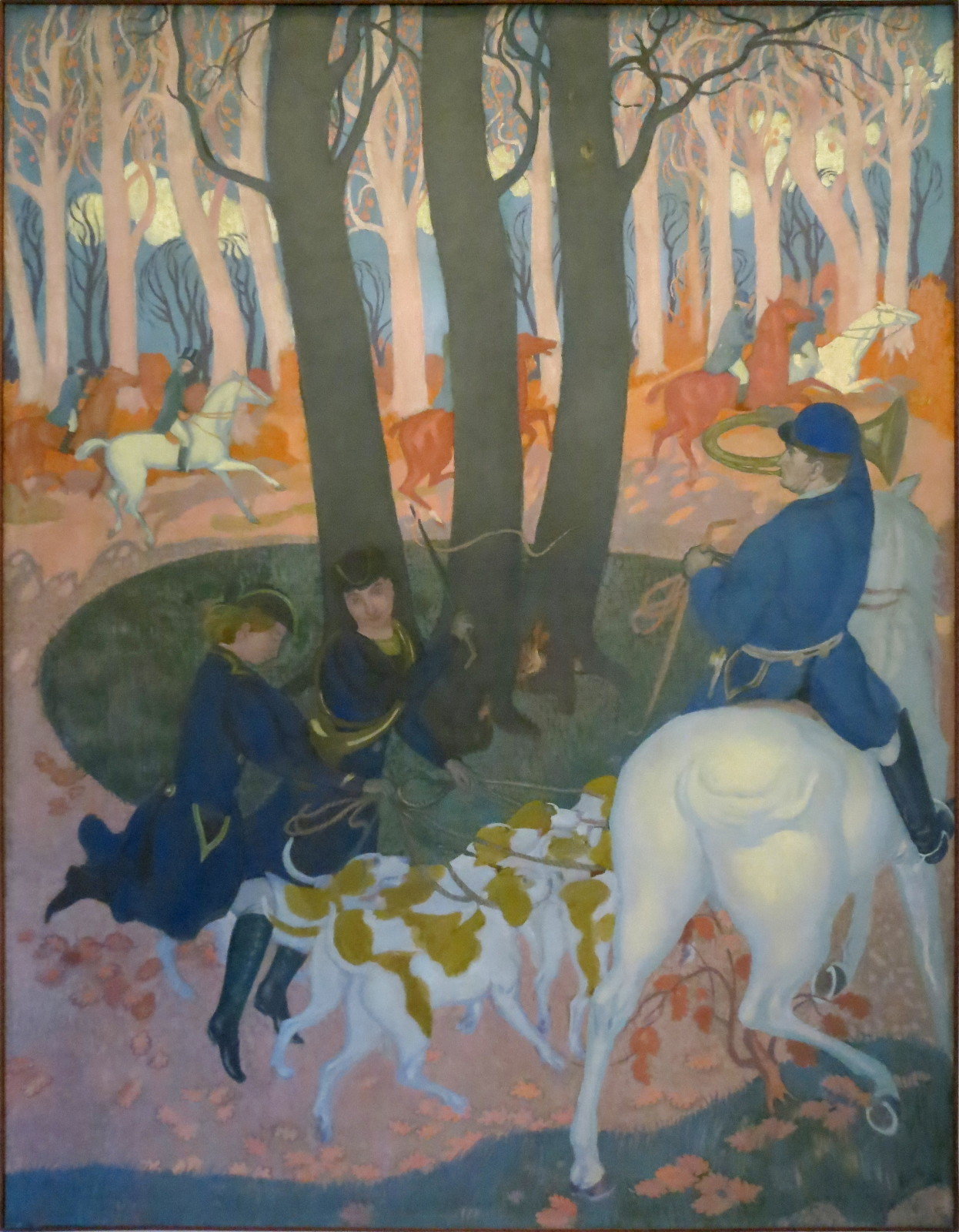
Segle XIX: La llegenda de Sant Hubert, L’alliberament dels gossos per Maurice Denis